# Hyundai Elantra
Hyundai Elantra — автомобілі компактного класу, що виробляються концерном Hyundai Motor Company з 1991 року.

## Hyundai Elantra (J1) (1990—1995)

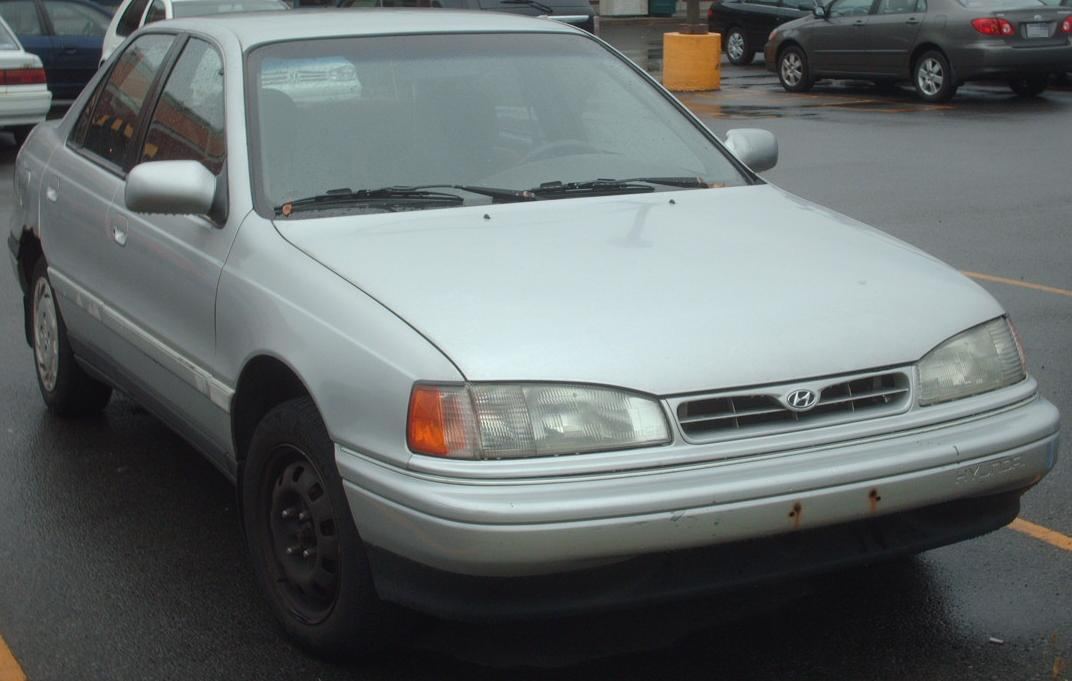
Hyundai Elantra 1 (1990—1994)

Перший седан Hyundai Elantra (Lantra на деяких ринках), створений як альтернатива доступним японським автомобілям, побачив світло в 1990 році. Тоді «кореєць» виглядав невибагливо, мав в довжину 4375 мм (при 2500-міліметровій колісній базі), забезпечувався бензиновими двигунами Mitsubishi 1.5, 1.6 і 1.8 потужністю 86, 113 і 124 к.с. відповідно. Коробки передач — п'ятиступінчаста «механіка» або чотирьохдіапазонний «автомат». Примітно, що за п'ять років виробництва «першої» Elantra пройшла три рестайлінга, найсерйозніший з яких провели у 1993 році, були змінені передній та задній бампери, передня та задня світлотехніка та невеликі модернізації в салоні.
З листопада 1992 року список силових агрегатів поповнився 16-клапанним двигуном об'ємом 1.6л/114 к.с. та 1.8л/128 к.с. Обидва з двома розподільними валами. Витрата палива обох двигунів в місті однакова — 10.8л/100 км. Максимальна швидкісь 193 та 196 км/год. Як опція пропонувалась автоматична коробка передач.

### Двигуни
| Модель    | Код двигуна Mitsubishi/Hyundai | Об'єм    | Потужність | Трансмісія            | Роки випуску |
| --------- | ------------------------------ | -------- | ---------- | --------------------- | ------------ |
| Бензинові |                                |          |            |                       |              |
| 1.5       | Orion 4G15 / G4DJ              | 1468 см³ | 86 к.с.    | 5-ст. МКПП            | 1990–1995    |
| 1.6       | Sirius 4G61 / G4CR             | 1595 см³ | 114 к.с.   | 5-ст. МКПП 4-ст. АКПП | 1990–1995    |
| 1.8       | Sirius 4G67 / G4CN             | 1836 см³ | 126 к.с.   | 5-ст. МКПП 4-ст. АКПП | 1994–1995    |

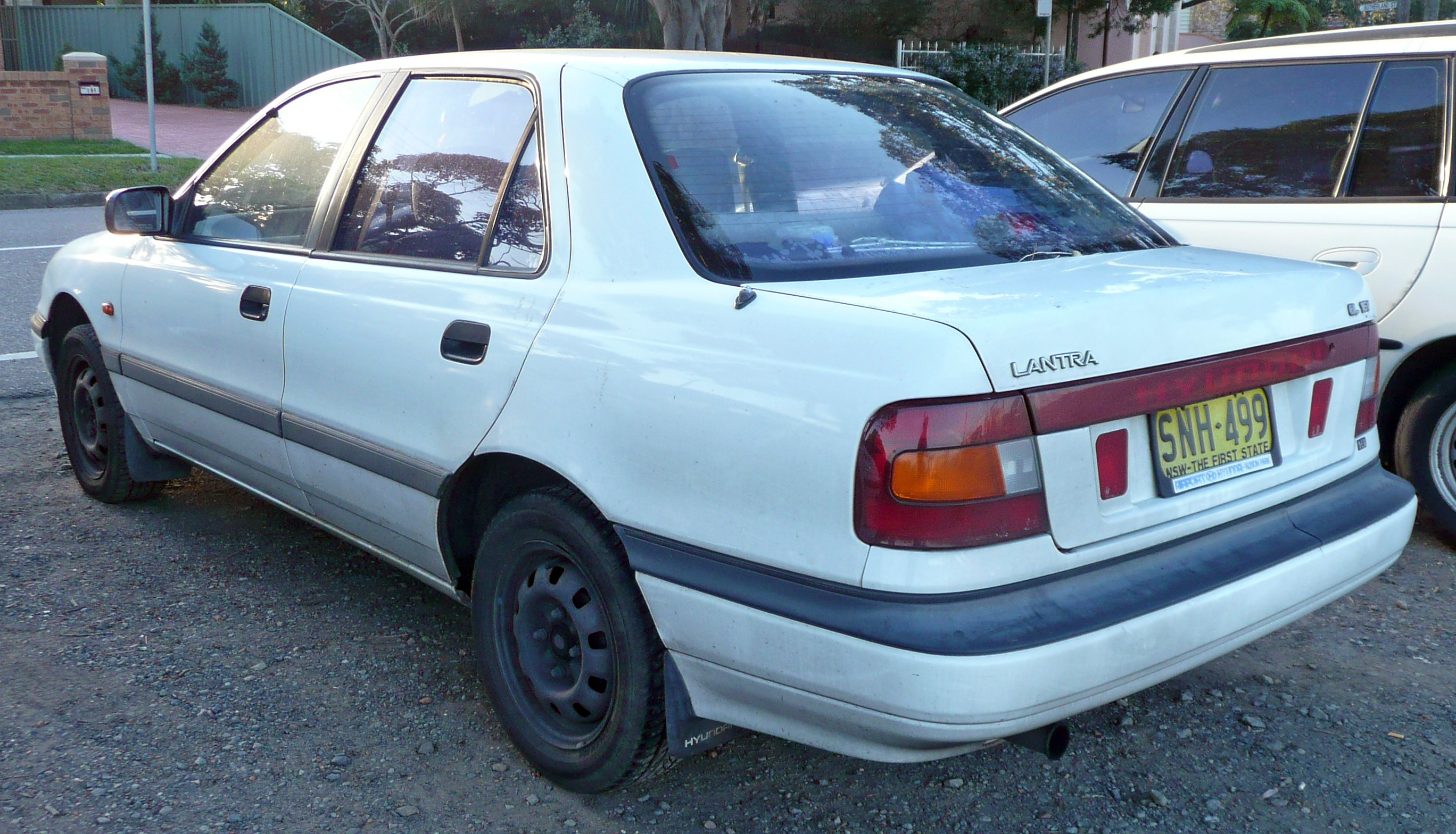
Hyundai Elantra 1 (1990-1994)
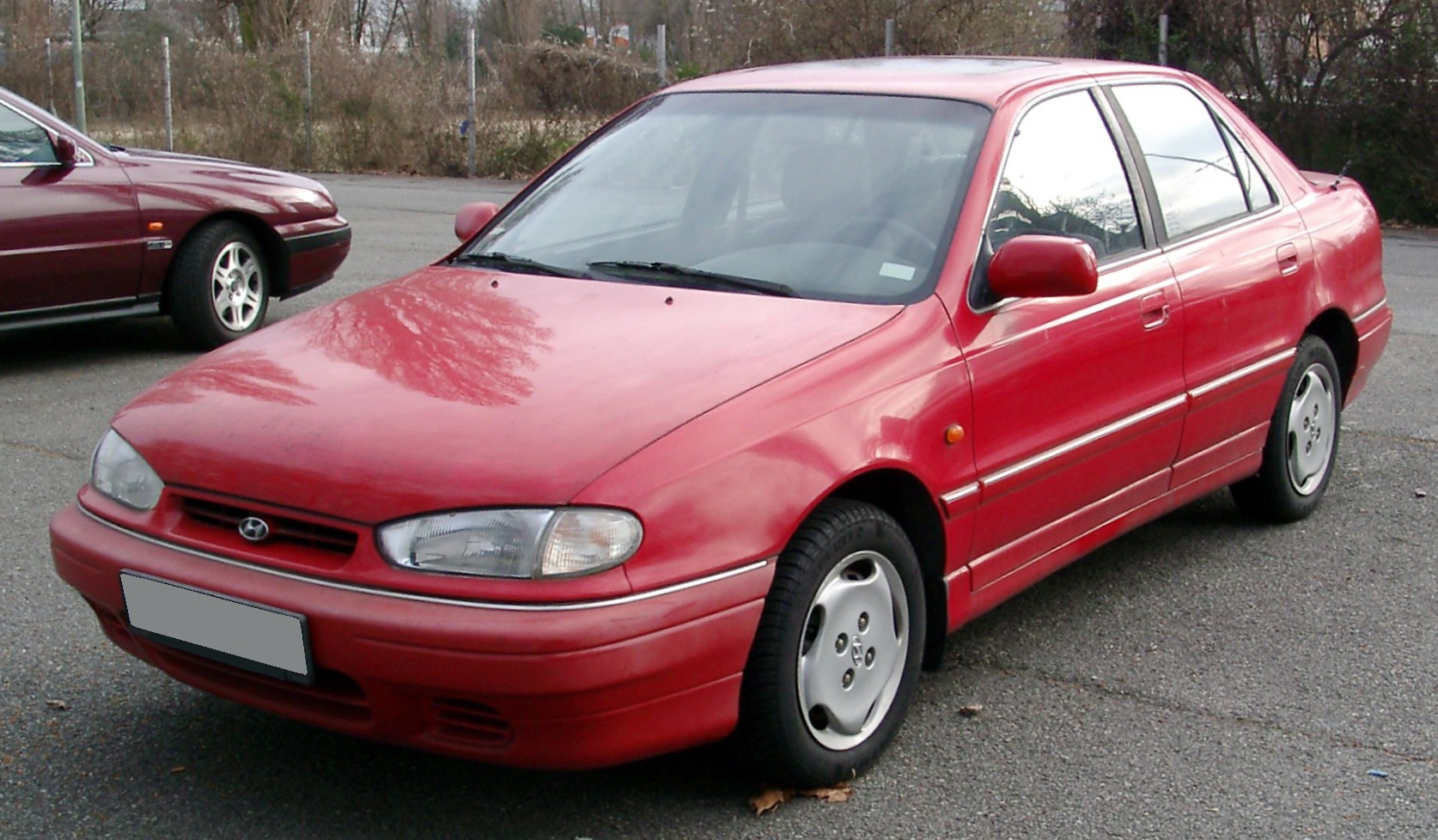
Hyundai Elantra 1 (1994-1995)
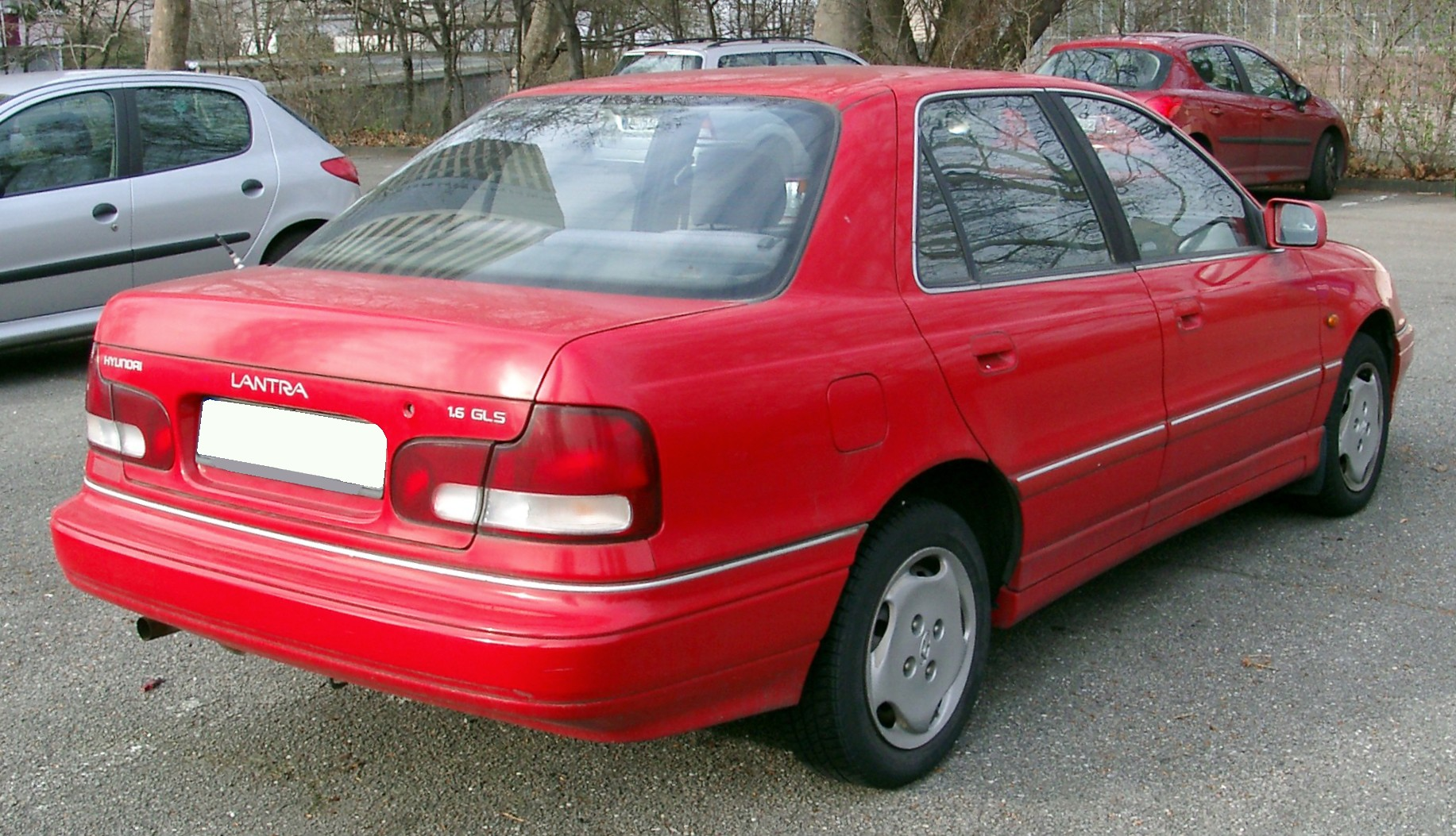
Hyundai Elantra 1 (1994-1995)

## Hyundai Elantra (J2) (1995—1998)/(J3) (1998—2000)

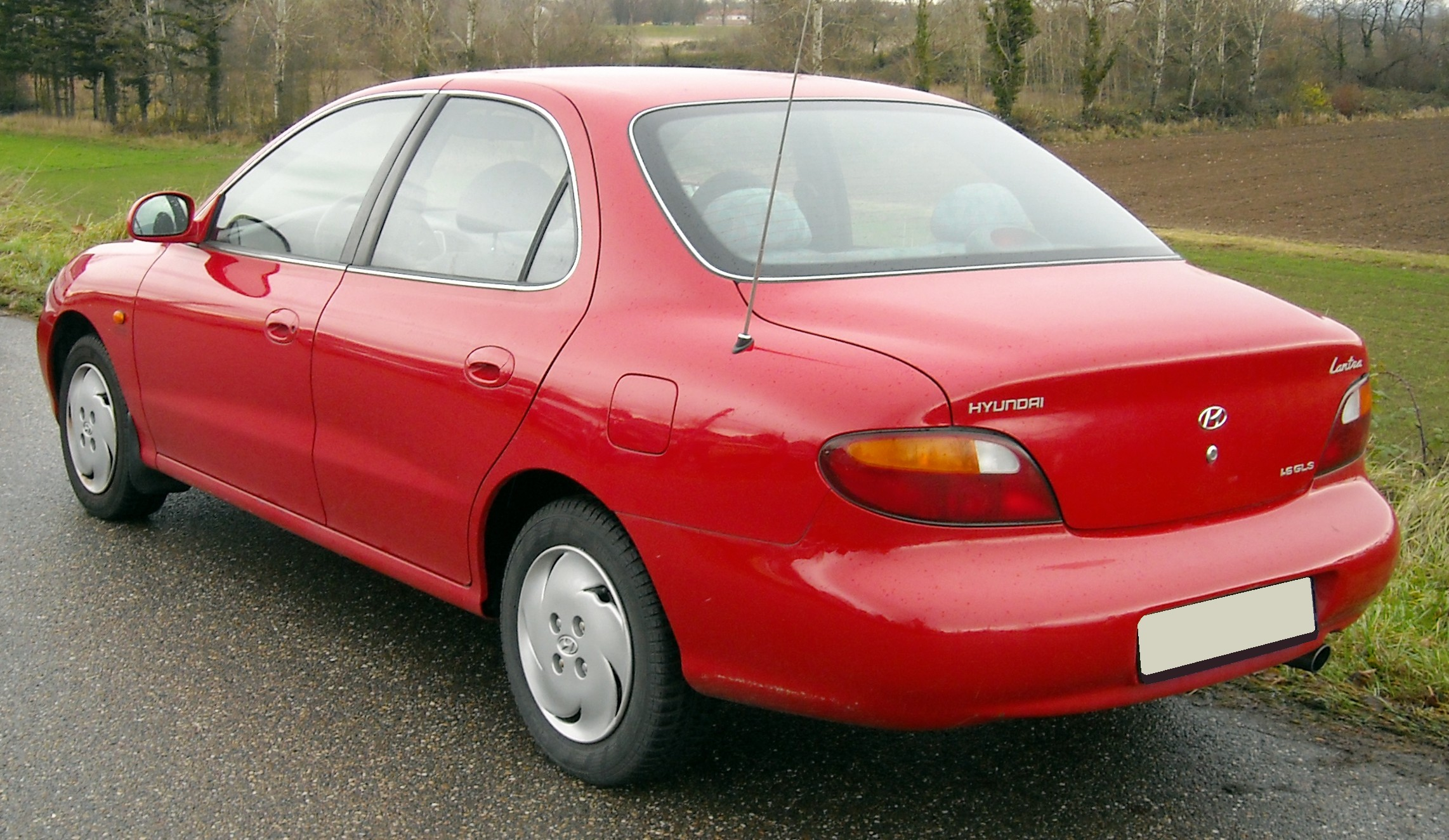
Hyundai Elantra 2 (1995—1998)

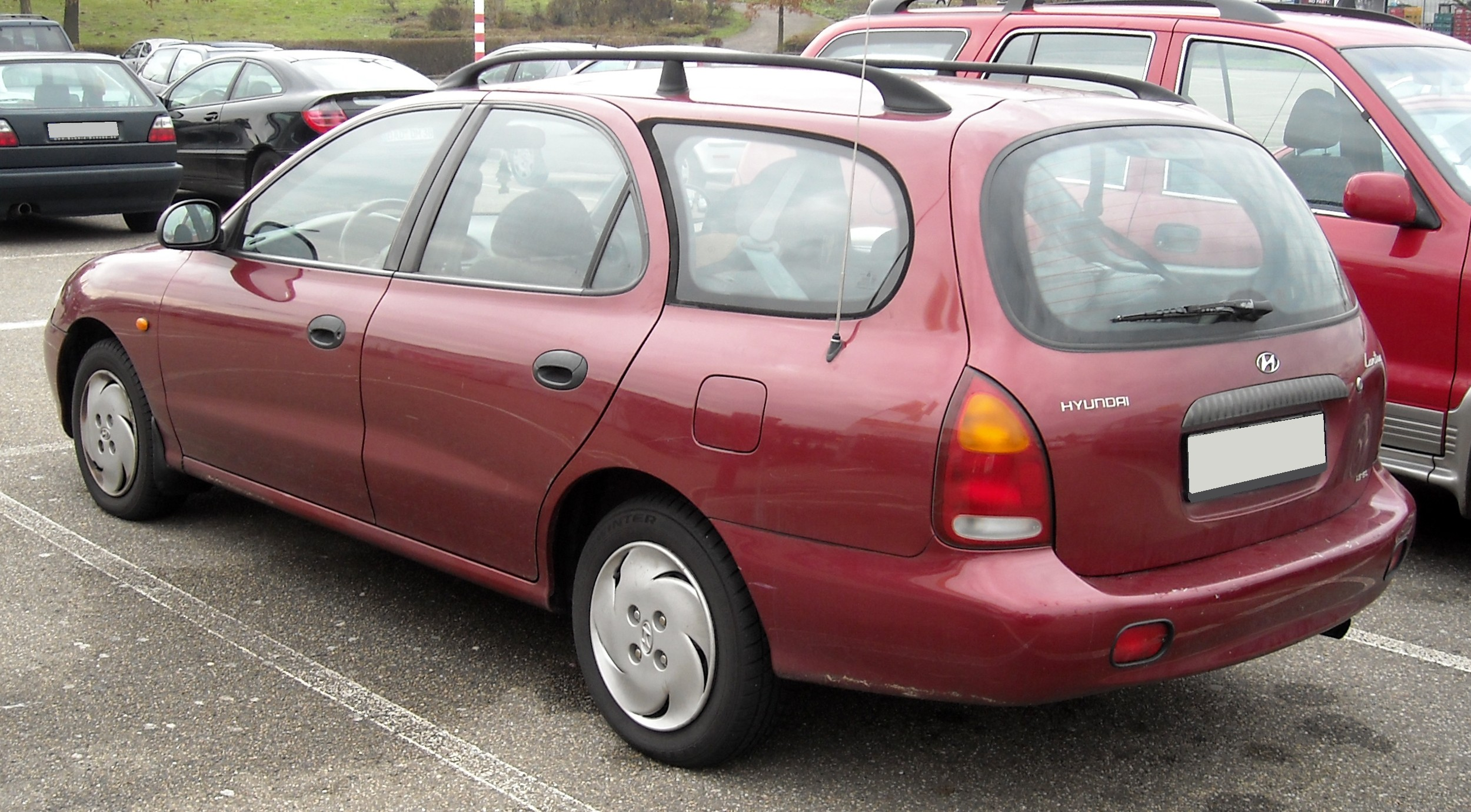
Hyundai Elantra 2 (1995—1998)

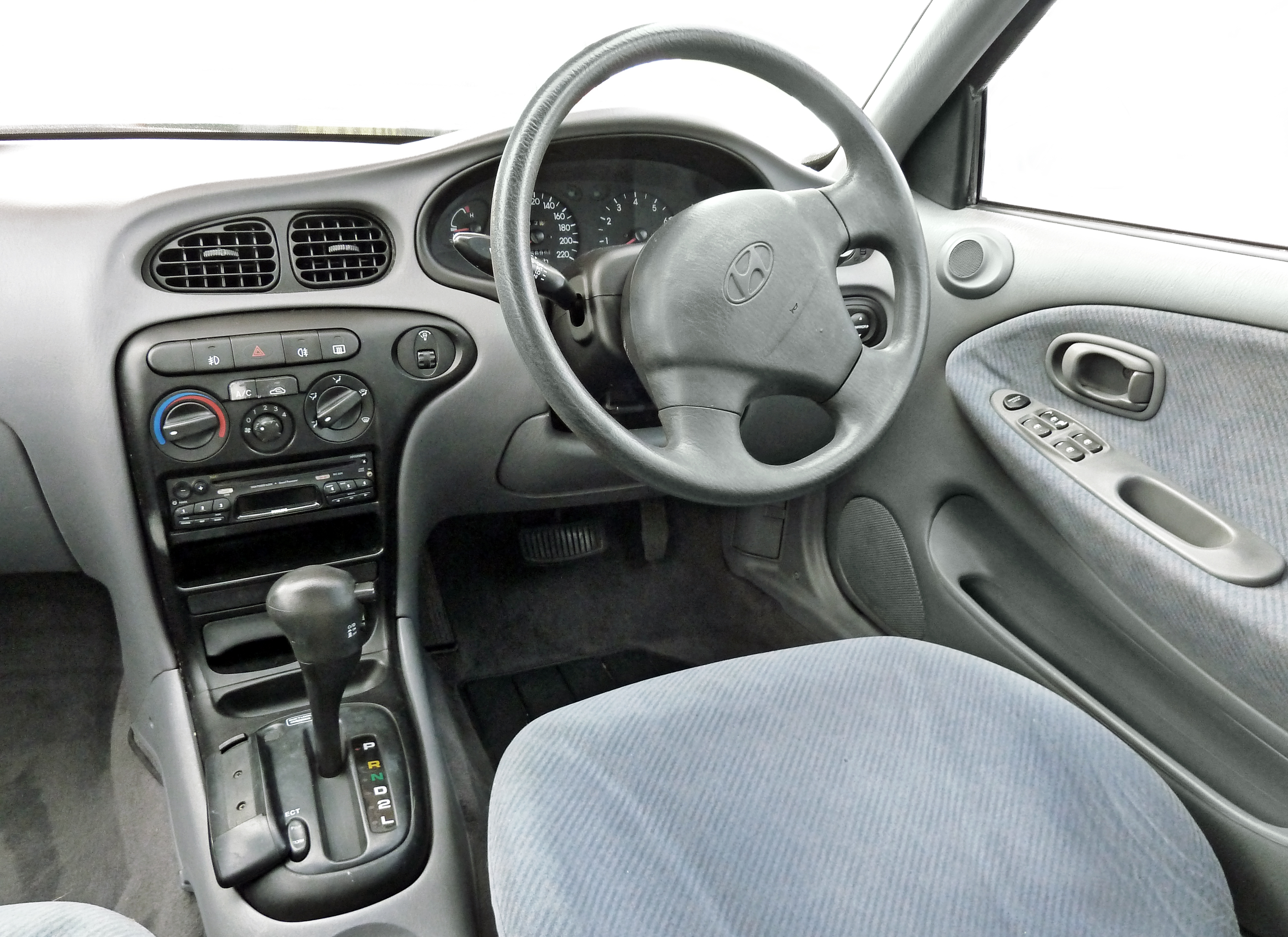

Друге покоління Elantra з'явилося у 1995 році. Кузов тепер був з плавним дизайном та мав двустороннє цинкування. Салон, як і весь автомобіль виконаний в округлому стилі без гострих кутів. За пасивну безпеку відповідають захисні бруси в дверях та дві подушки безпеки.
Через півтора року модель стала випускатися в кузові універсал та мала назву Lantra Station. Якщо седан мав багажний відсік об'ємом 390л, то Station мав 360/1260л об'єму.
Бампери на всіх модифікаціях пофарбовані в колір кузова. Двигуни тут такі ж самі як і в першого покоління Lantra. Трансмісія пропонувалася 5-ступенева та 4-діапазонний автомат. Кермове управління рейкове, з гідропідсилювачем. Підвіска по переду та по заду незалежна, зі стабілізаторами поперечної стійкості: McPherson та багатоважільна. Гальма передні дискові, вентильовані, ззаду — барабанні та дискові.
Hyundai Lantra другого покоління існує в шести модифікаціях, завдяки сполученню двох типів кузова — седана та універсала, трьох двигунів об'ємом 1.6, 1.8 та 2.0л, а також двох варіантів трансмісії — механічної та автоматичної. Для моделі також існує двигун об'ємом 1.5л, який випускався з 1996 року, проте за межами Південної Кореї він не постачався. На експорт модель відправлялась в двох комплектаціях — GL та GLS. Різниця між ними складається не тільки кольором та матеріалами обробки салону. В комплектації GLS, авто обладнувалось повним електропакетом, багатогранними регулюваннями водійського сидіння, регулюванням керма по висоті а також ABS. Також на седанах комплектації GLS складається спинка заднього сидіння в пропорції 60:40, а в комплектації GL сидіння не має такої функції.
У 1998 році в ході модернізації був проведений фейсліфтинг, під час якого була змінена форма оптики, бамперів та капота. По кузову з'явився хромований молдинг, на кришці багажника з'явився спойлер, корпуса дзеркал стали більш обтічними. Завдяким цьому, коофіцієнт аеродинамічного опору автомобіля став складати 0.32. В комплектації Special автомобіль оснащався легкосплавними дисками, тонованим склом та електричною антеною.
Восени 2000 року, виробництво моделі Lantra було закрито, а на її заміну прийшла модель Elantra.

### Двигуни
| Модель    | Код двигуна    | Об'єм    | Потужність  | Крутний момент        | Трансмісія            | Роки випуску |
| --------- | -------------- | -------- | ----------- | --------------------- | --------------------- | ------------ |
| Бензинові |                |          |             |                       |                       |              |
| 1.5       | Alpha G4EK     | 1495 см³ | 101 к.с.    | 133 Нм при 3000 об/хв | 5-ст. МКПП            | 1995–2000    |
| 1.6       | Beta G4GR      | 1599 см³ | 90/114 к.с. | 143 Нм при 3000 об/хв | 5-ст. МКПП 4-ст. АКПП | 1995–2000    |
| 1.8       | Beta G4GM      | 1795 см³ | 128 к.с.    | 162 Нм при 5000 об/хв | 5-ст. МКПП 4-ст. АКПП | 1995–1996    |
| 2.0       | Beta G4GF      | 1975 см³ | 139 к.с.    | 182 Нм при 4900 об/хв | 5-ст. МКПП 4-ст. АКПП | 1998–2000    |
| Дизельний |                |          |             |                       |                       |              |
| 1.9       | PSA XUD XUD9 A | 1905 см³ | 69 к.с.     |                       | 5-ст. МКПП            | 1999–2000    |

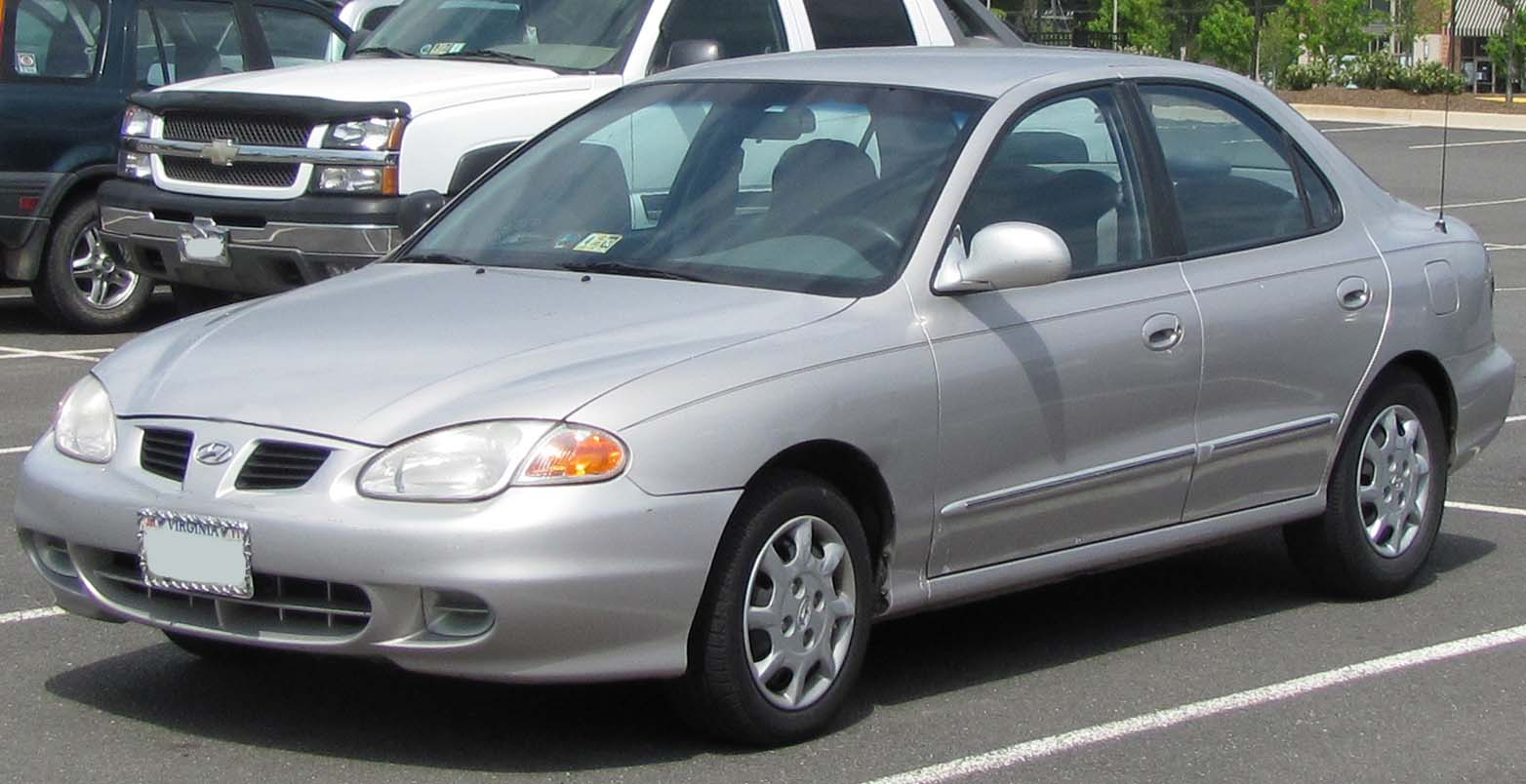
Hyundai Elantra 2 (1998-2000)
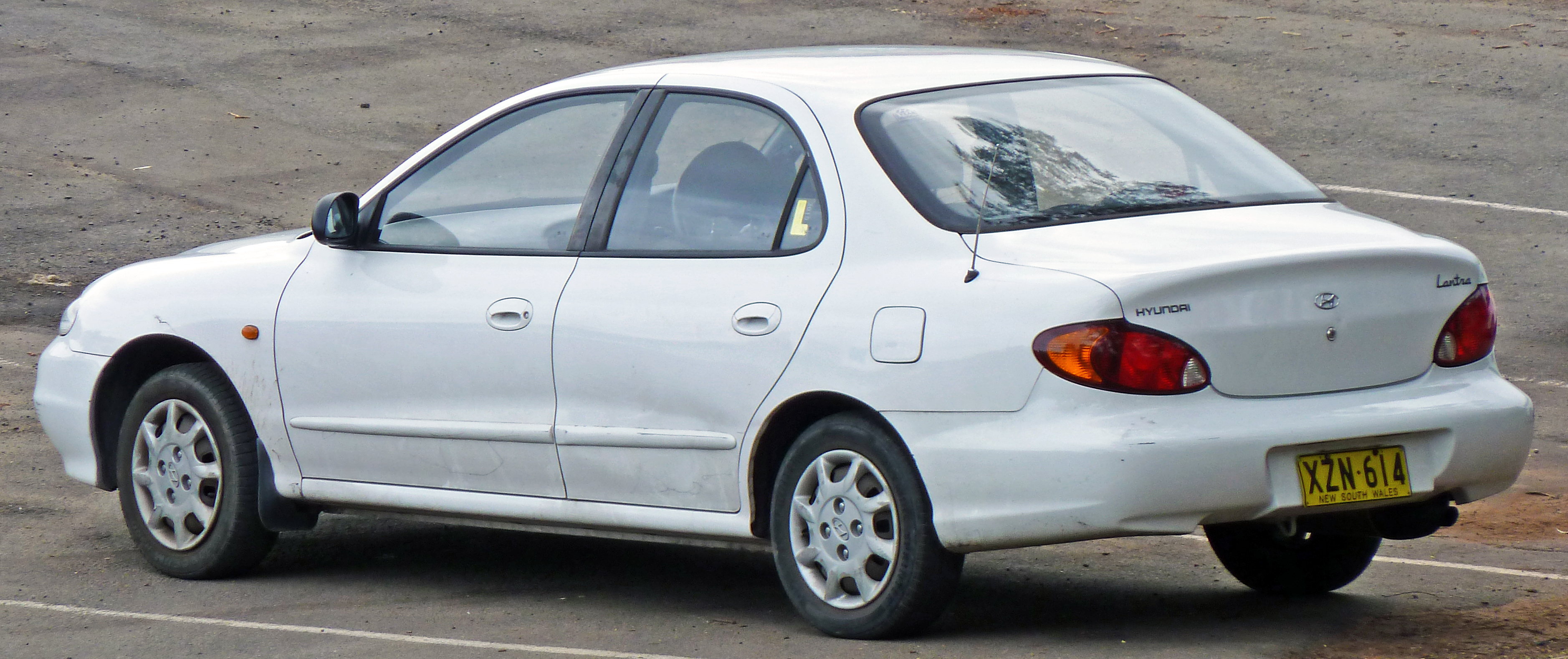
Hyundai Elantra 2 (1998-2000)
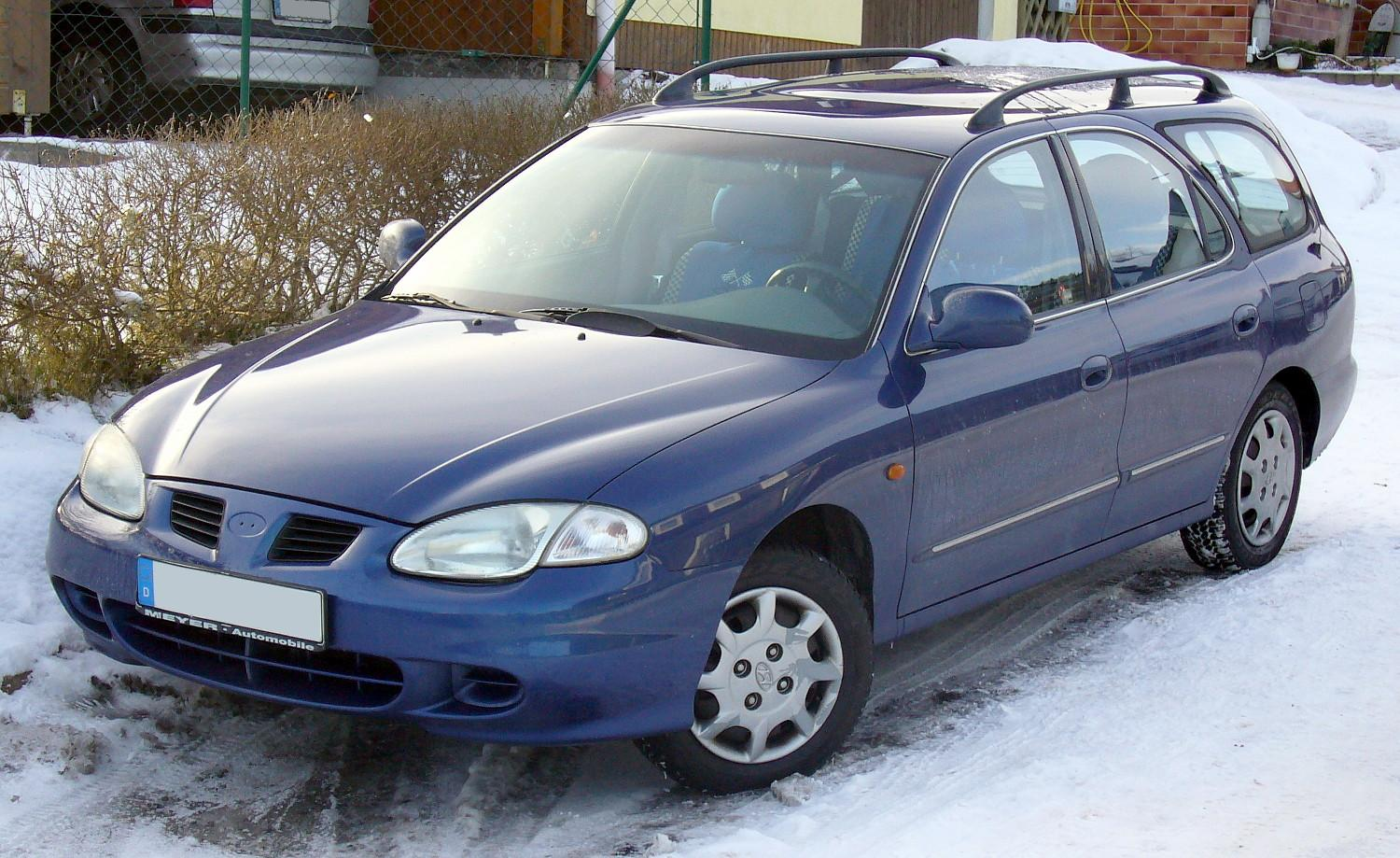
Hyundai Elantra 2 (1998-2000)
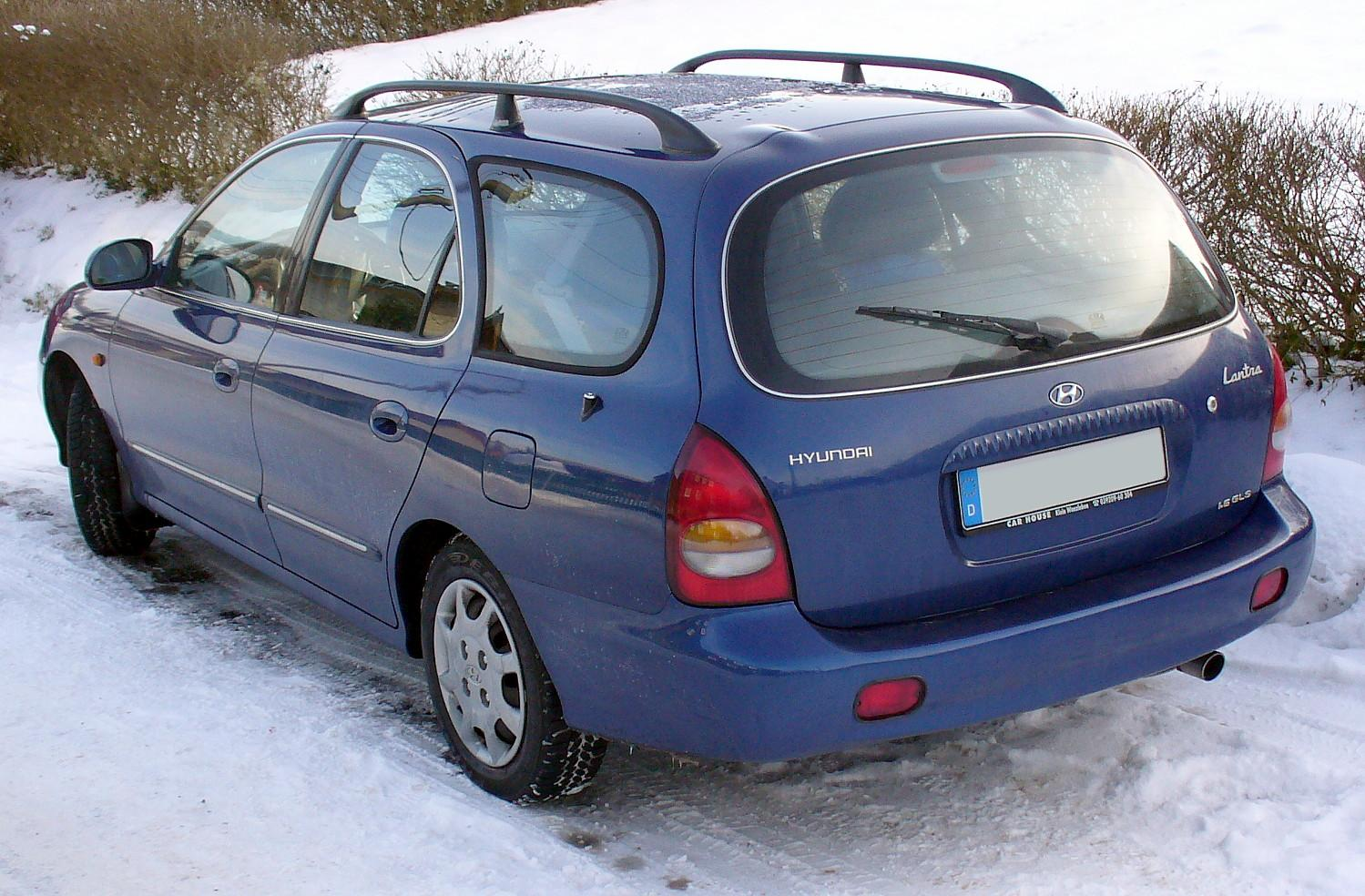
Hyundai Elantra 2 (1998-2000)

## Hyundai Elantra (XD) (2000—2006)
Наступна генерація народилася в 2000-му році. З ряду версій зник універсал, зате компанію седану склав п'ятидверний хетчбек. Мотор об'ємом 1,5 л також відправили у відставку. Зате вперше у Елантри з'явився турбодизель — дволітровий 113-сильний. До речі, після рестайлінгу в 2003 році бензинові мотори 1.6, 1.8 та 2.0 мали по 105, 132 і 143 к.с. відповідно. Правда, коробки передач залишилися старими. Третє покоління Елантри робили на заводах в Ульсані та Пекіні до 2006 року.
Сьогодні Hyundai Elantra XD з 1,6 літровим двигуном і 5-ст. МКПП або 4-ст. АКПП виробляється в Україні методом дрібновузлового (CKD) складання.

### Двигуни
| Двигун           | Циліндри | Потужність              | Крутний момент        | Витрати пального          | Трансмісія            | 0-100 км/год | Роки випуску |
| ---------------- | -------- | ----------------------- | --------------------- | ------------------------- | --------------------- | ------------ | ------------ |
| Alpha II 1.6     | 4        | 107 к.с. при 5800 об/хв | 146 Нм при 3000 об/хв | 7,4 л/100 км 8,2 л/100 км | 5-ст. МКПП 4-ст. АКПП | 11,0 с       | 2000–2003    |
| Alpha II 1.6     | 4        | 105 к.с. при 5800 об/хв | 146 Нм при 3000 об/хв | 7,1 л/100 км              | 5-ст. МКПП            | 11,0 с       | 2003–2006    |
| Beta II 2.0      | 4        | 139 к.с. при 6000 об/хв | 182 Нм при 4900 об/хв | 8,2 л/100 км              | 5-ст. МКПП 4-ст. АКПП | 9,1 с 10,5 с | 2000–2003    |
| Beta II 2.0 CVVT | 4        | 143 к.с. при 6000 об/хв | 186 Нм при 4500 об/хв | 7,6 л/100 км 8,3 л/100 км | 5-ст. МКПП 4-ст. АКПП | 9,1 с 10,5 с | 2003–2006    |
| 2.0 Diesel       | 4        | 113 к.с. при 4000 об/хв | 253 Нм при 1800 об/хв | 6,4 л/100 км              | 5-ст. МКПП            | 11,7 с       | 2001–2006    |

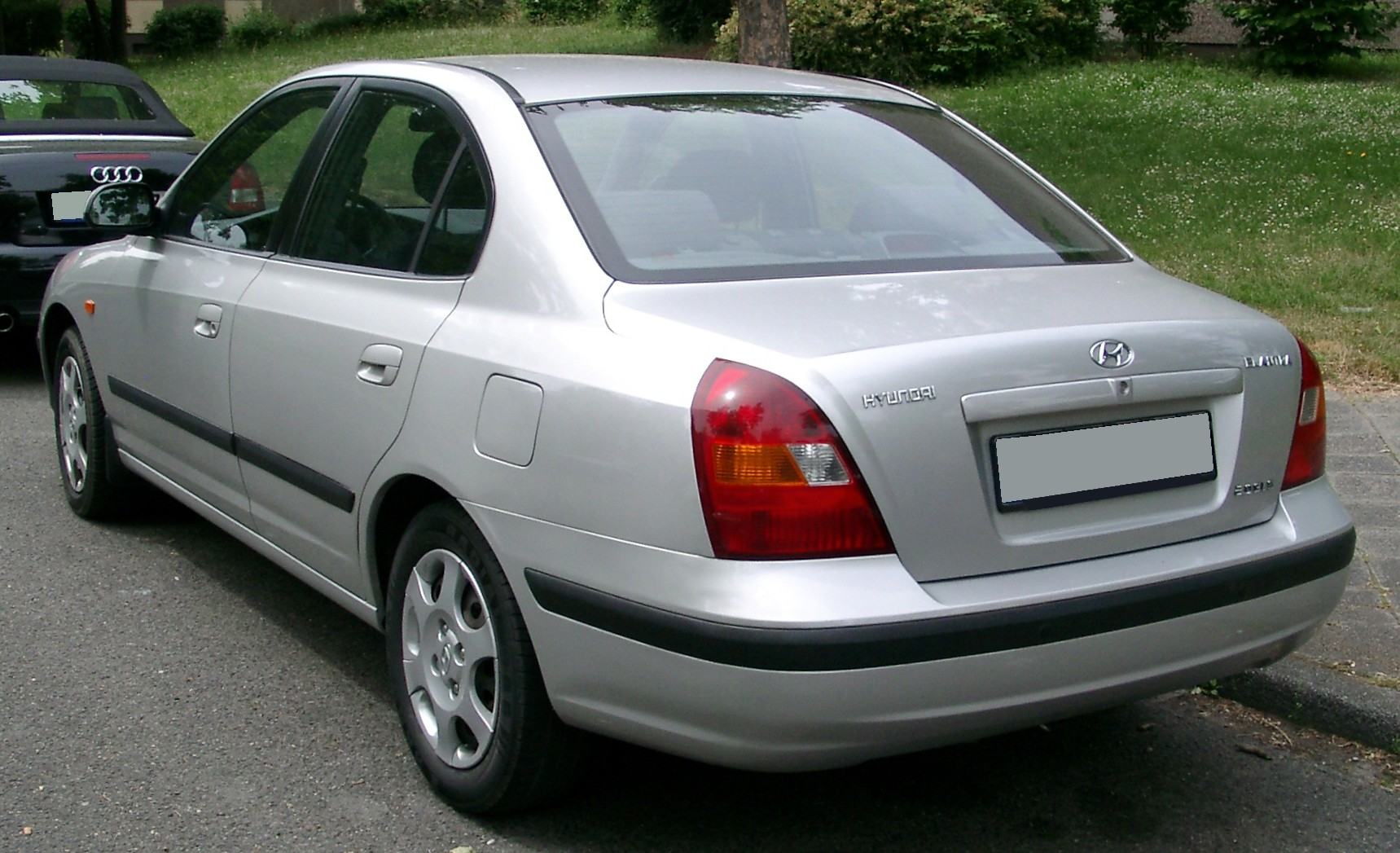
Hyundai Elantra 3 (2000-2003)
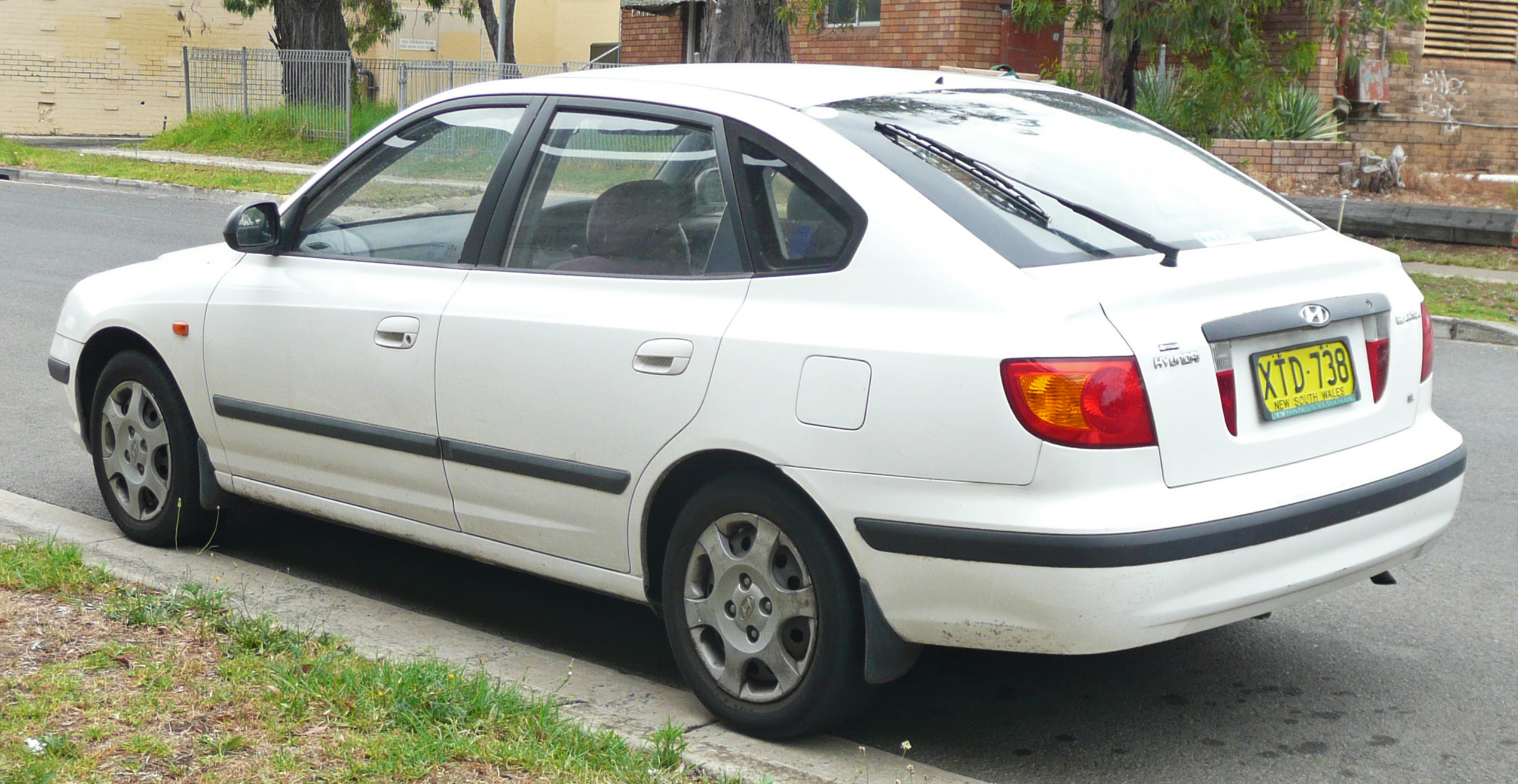
Hyundai Elantra 3 (2000-2003)
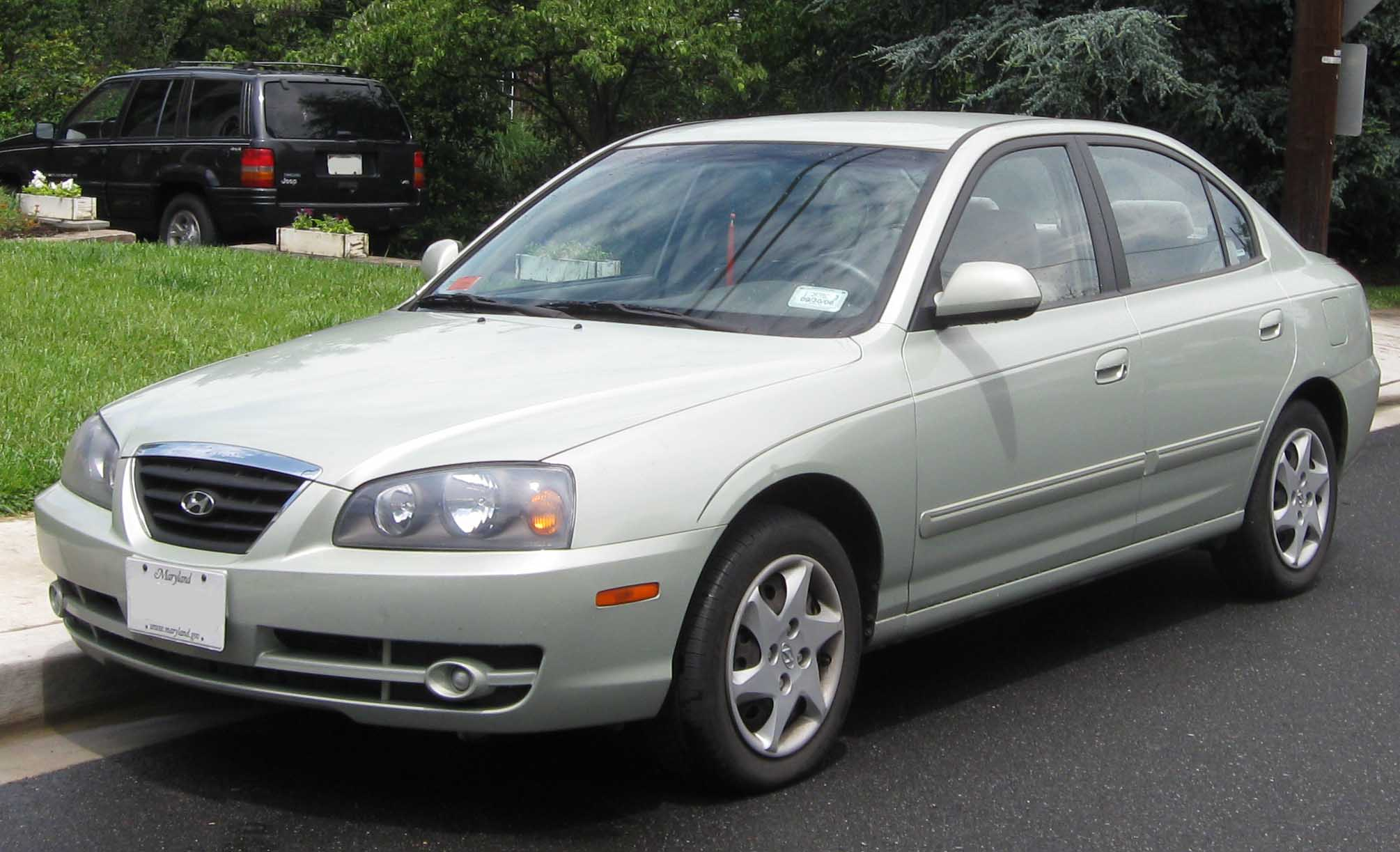
Hyundai Elantra 3 (2004-2006)
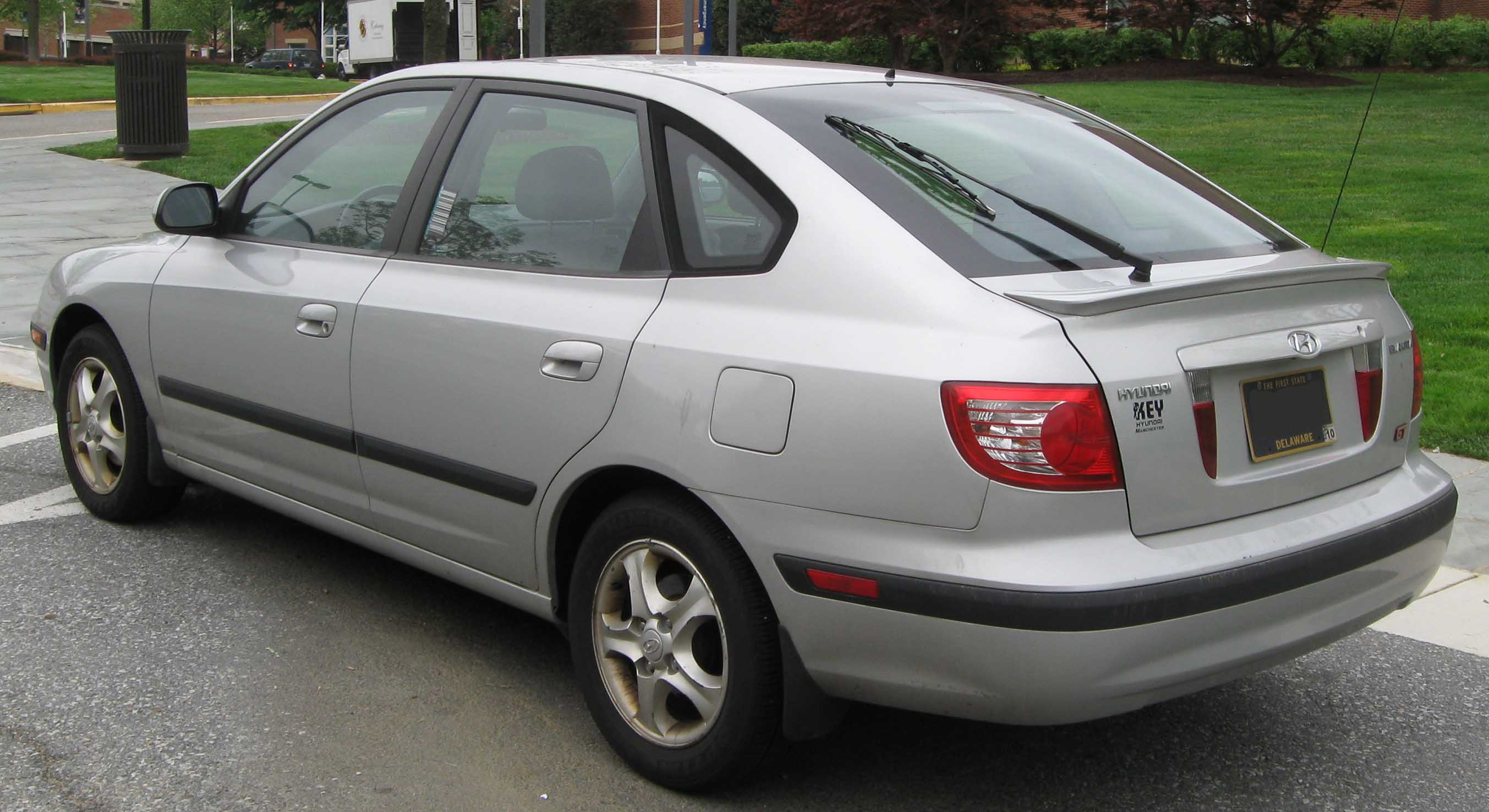
Hyundai Elantra 3 (2004-2006)

## Hyundai Elantra (HD) (2006—2011)
Тріумф біодизайну, надумані штрихи в образі, враження ваговитості — такою виявилася «четверта» Elantra. Зате салон став просторіше (база витягнулася до 2650 мм), а лінійка двигунів повністю оновилася: стародавні агрегати замінили бензиновими моторами 1.6 Gamma, 2.0 Beta, а також сучасним дизелем об'ємом 1,6 л. Крім того, з'явилося нове обладнання, наприклад надувні шторки безпеки. А ось автоматична коробка передач так і залишилася слабкою ланкою — стара конструкція, чотири щаблі.

### Двигуни
| Двигун     | Циліндри | Потужність              | Крутний момент             | Витрати пального   | Трансмісія            | 0-100 км/год  | Роки виробництва |
| ---------- | -------- | ----------------------- | -------------------------- | ------------------ | --------------------- | ------------- | ---------------- |
| 1.6 i      | 4        | 122 к.с. при 6200 об/хв | 154 Нм при 4200 об/хв      |                    | 5-ст. МКПП 4-ст. АКПП | 10,6 с 13,6 с | 2006–2011        |
| 1.6 Hybrid | 4        | 136 к.с. при 6000 об/хв | 148 + 125 Нм електричних   | 6,9 л/100 км (газ) | CVT                   | 12 с          | з 2009           |
| 2.0 i      | 4        | 143 к.с. при 6000 об/хв | 145 Нм при 4600 об/хв      | 9,1 л/100 км       | 5-ст. МКПП 4-ст. АКПП | 8,3 с 10,1 с  | 2006–2011        |
| 1.6 D      | 4        | 116 к.с. при 4000 об/хв | 255 Нм при 1900—2750 об/хв |                    | 5-ст. МКПП            | 10,1 с        | 2006–2011        |

### Hyundai Elantra Yuedong
Beijing Hyundai почала поставляти на китайський ринок перероблену версію Elantra з оновленою зовнішністю під назвою Hyundai Elantra Yuedong.

### Elantra Touring
Hyundai пропонує в США і Канаді універсал Hyundai i30 під назвою Elantra Touring. В інших країнах автомобіль продається як Hyundai i30cw.

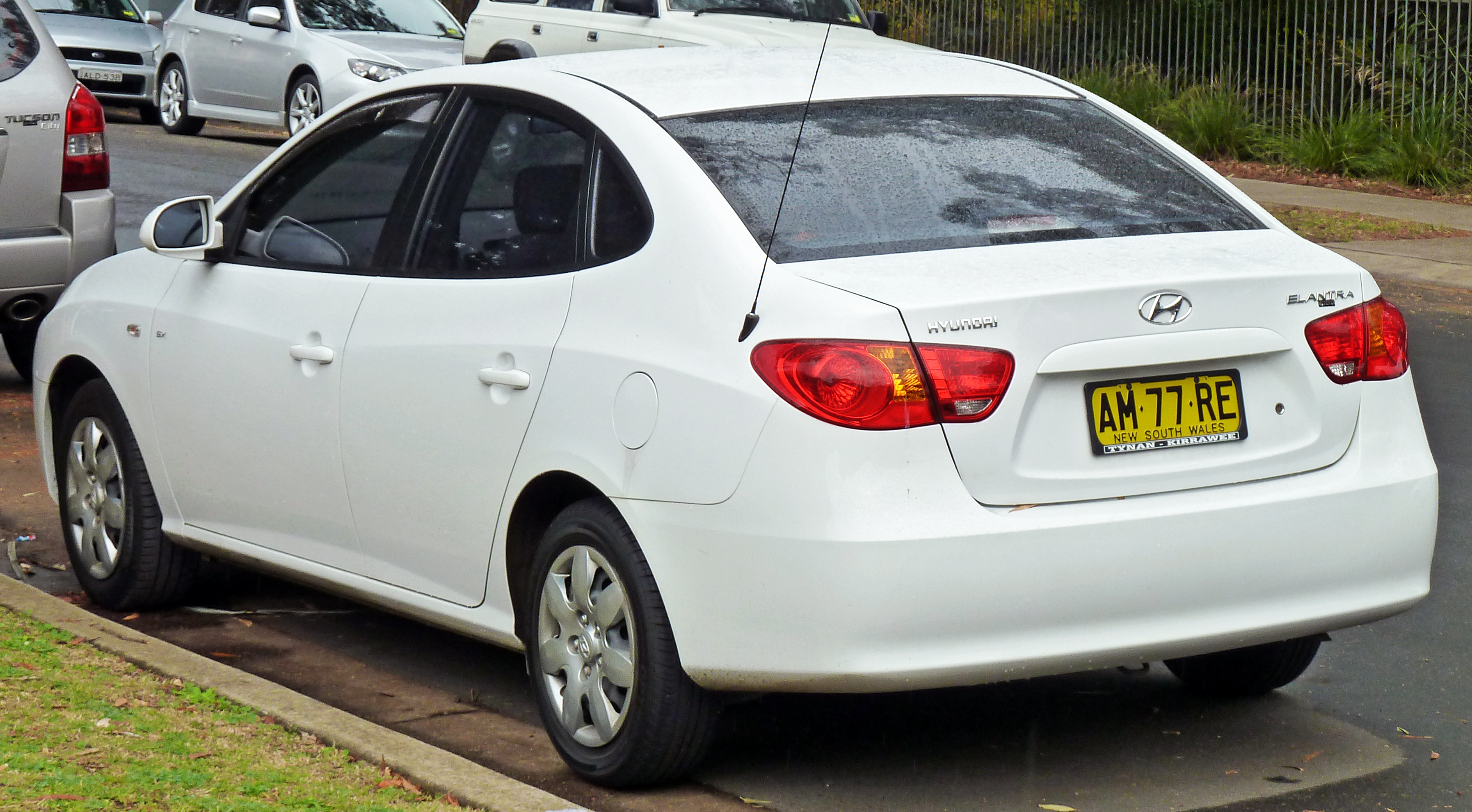
Hyundai Elantra 4 (2006-2010)
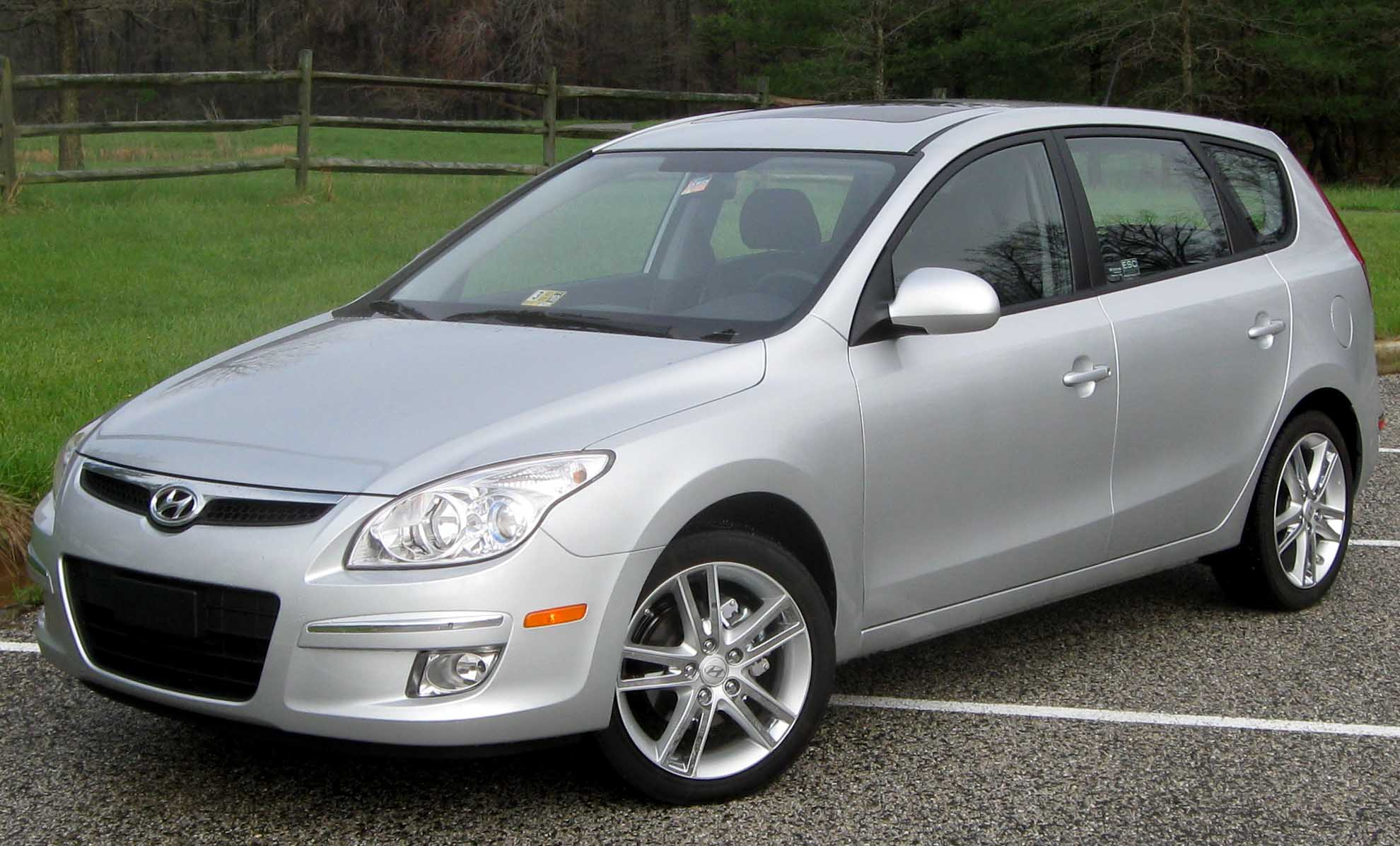
Hyundai Elantra Touring (з 2009)
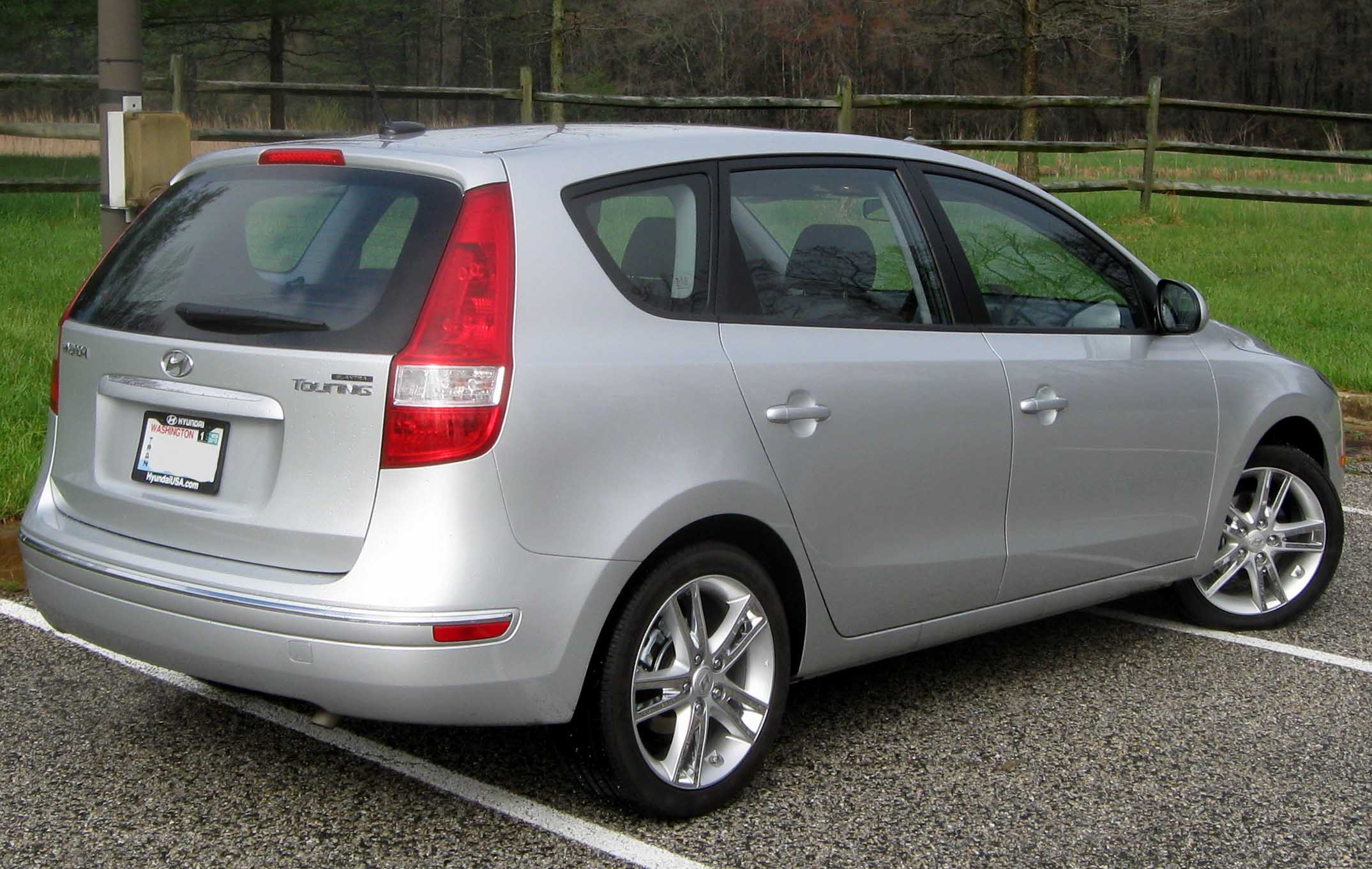
Hyundai Elantra Touring (з 2009)
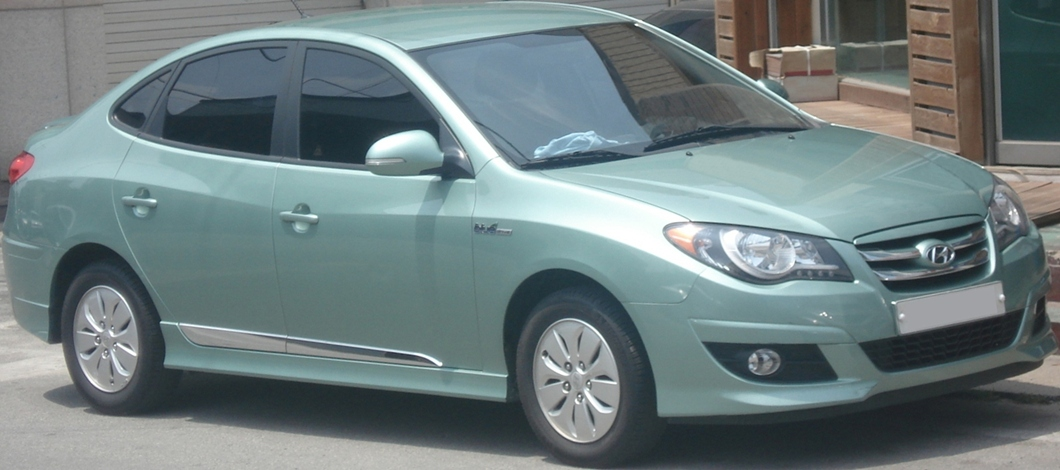
Hyundai Avante Hybrid (з 2009)
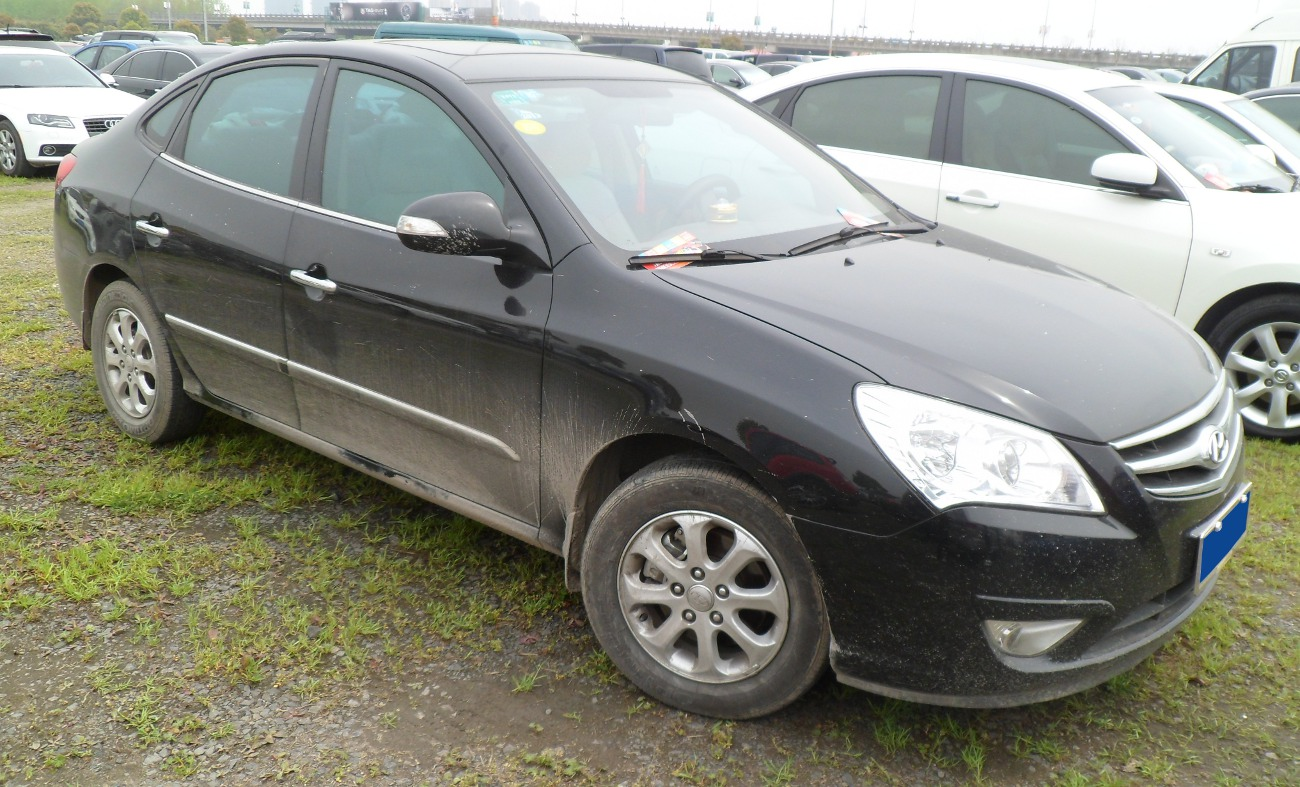
Hyundai Elantra Yuedong

## Hyundai Elantra (MD) (2010—2015)

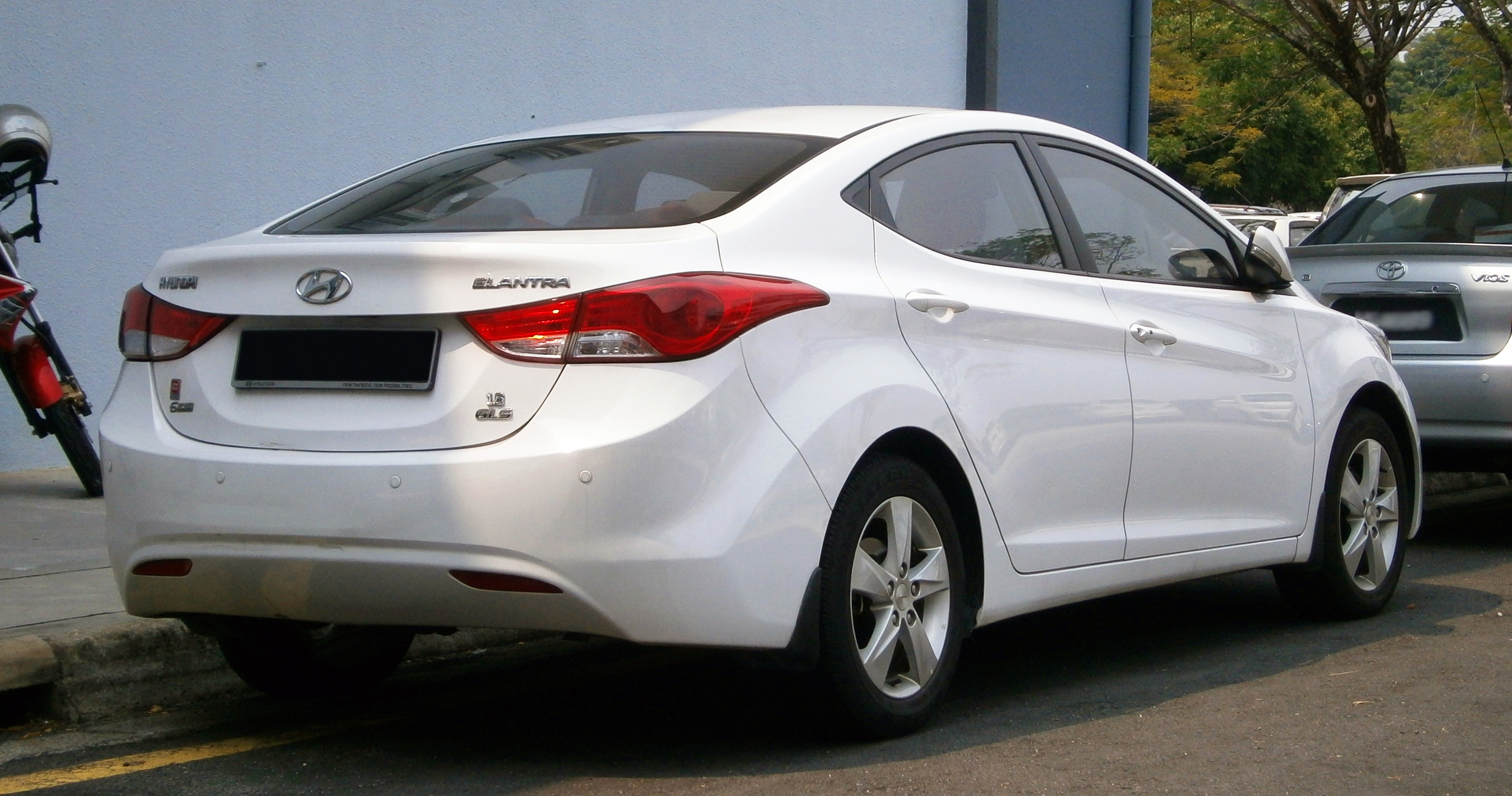
Hyundai Elantra 5

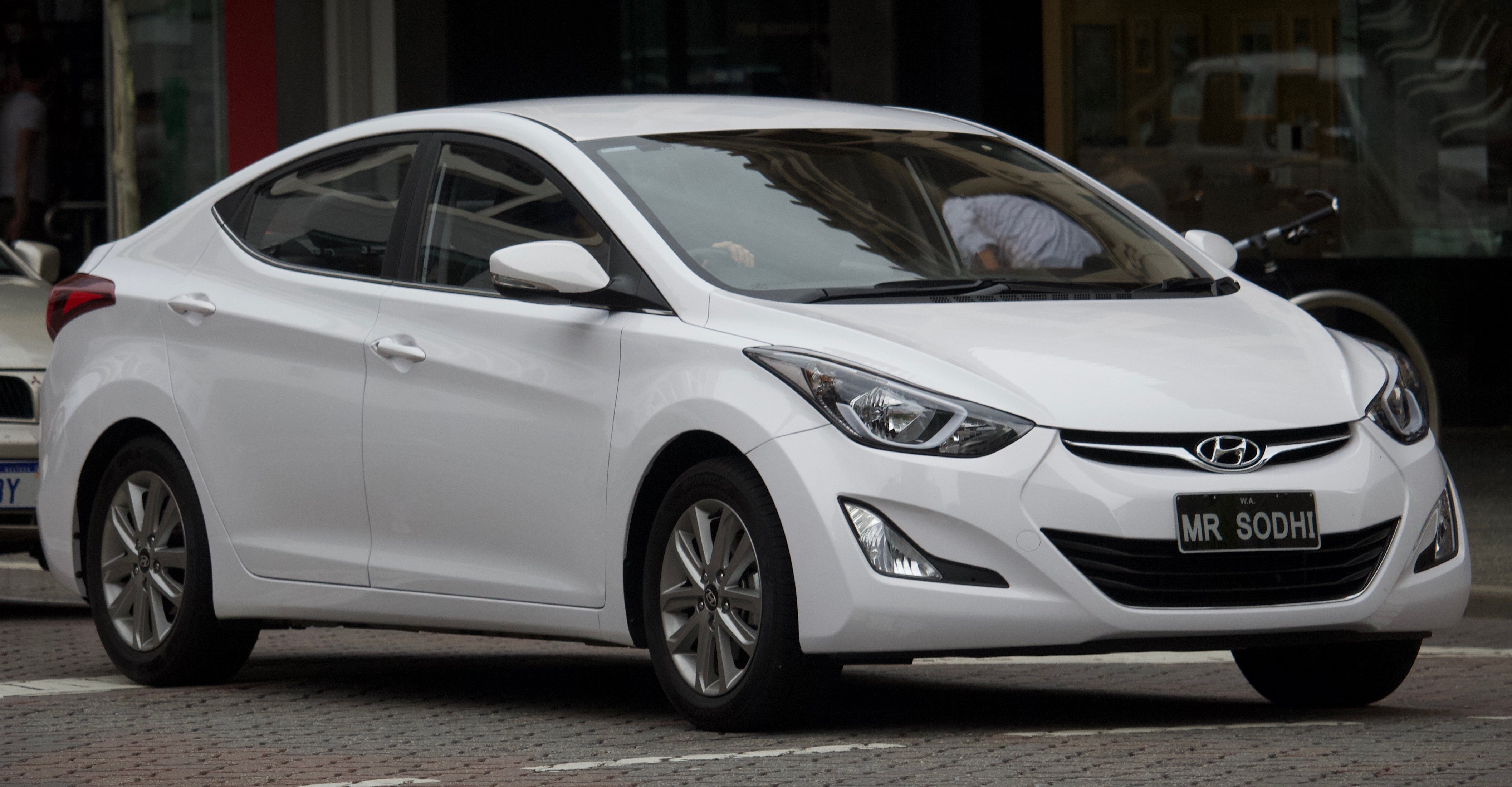
Hyundai Elantra 5 (2014—2015)

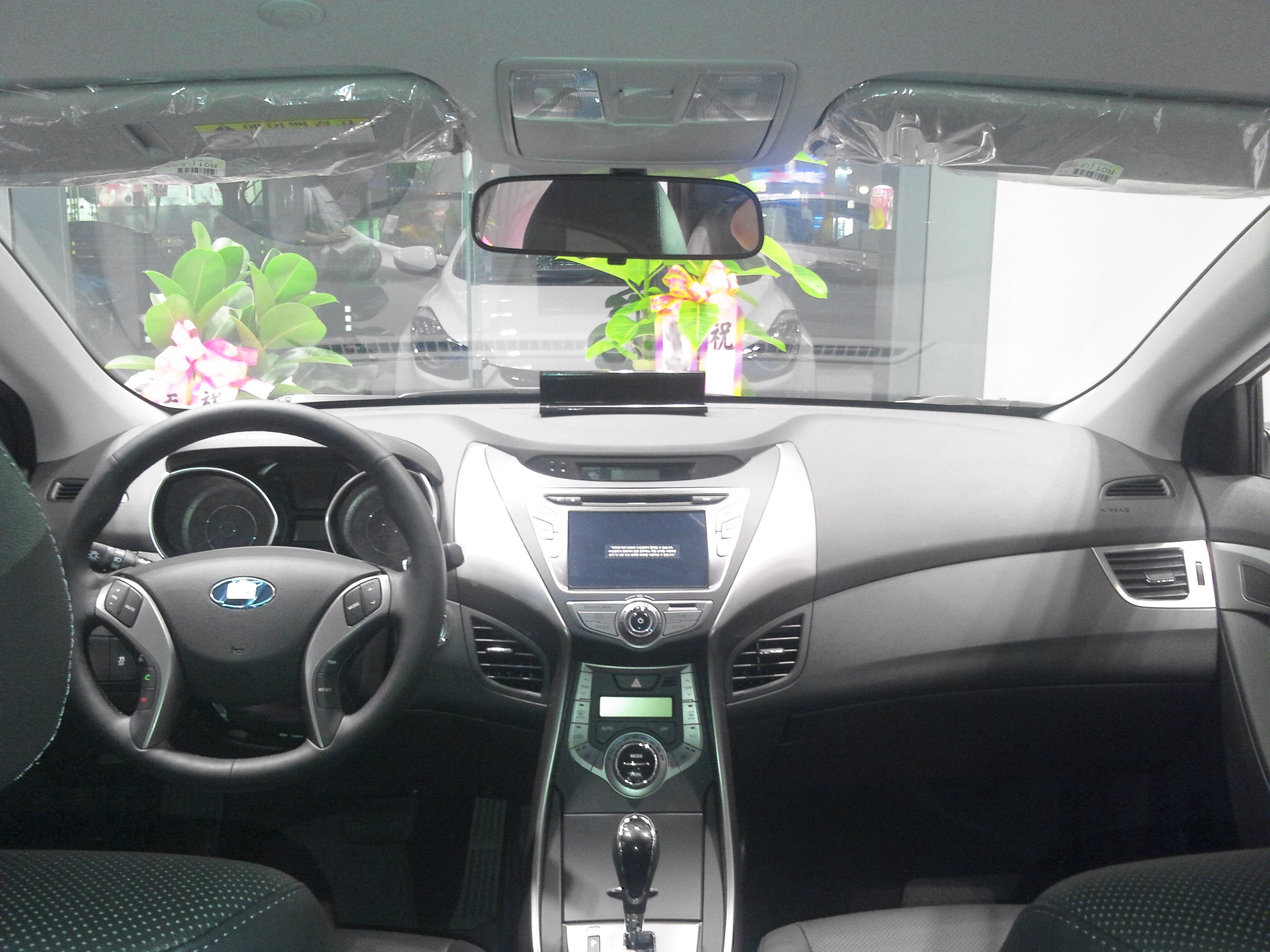

На початку травня 2010 року на міжнародному автосалоні в Пусані було представлено нове покоління Hyundai Elantra, Він мав кодову назву «MD/UD» для седана, виробленого в США та на світових ринках, і «JK» для купе. Для ринку США та Канади він мав новий 1,8-літровий бензиновий двигун, яке на внутрішньому ринку Південної Кореї буде продаватися як Avante. Як у ході презентації седана заявив глава департаменту продажів Hyundai Стів Янг (Steve S. Yang), новинка відображає всі сучасні амбіції концерну і націлена на самі різноманітні ринки.
Elantra комплектується 1,6 і 1,8-літровими бензиновими двигунами з безпосереднім впорскуванням палива. Відповідно до прес-релізу Hyundai, нова Elantra/Avante стала першим корейським автомобілем C-класу, в якому поєднуються системи GDI і 6-ступінчаста АКПП.
У базовій комплектації Hyundai Elantra доступні стоп-сигнали на світлодіодах, підігрів задніх сидінь і великий кольоровий LCD-монітор на центральній консолі.

### Двигуни
| Двигун | Циліндри | Потужність              | Крутний момент        | Витрати пального          | Трансмісія            | 0-100 км/год  | Роки випуску |
| ------ | -------- | ----------------------- | --------------------- | ------------------------- | --------------------- | ------------- | ------------ |
| 1.6    | 4        | 132 к.с. при 6300 об/хв | 158 Нм при 4850 об/хв | 6,4 л/100 км 7,0 л/100 км | 6-ст. МКПП 6-ст. АКПП | 10,7 с 11,6 с | з 2011       |
| 1.8    | 4        | 148 к.с. при 6500 об/хв | 178 Нм при 4700 об/хв | 7,1 л/100 км              | 6-ст. МКПП 6-ст. АКПП | 9,3 с 10,2 с  | з 2011       |
| 2.0    | 4        | 174 к.с. при 6500 об/хв | 213 Нм при 4700 об/хв | ? л/100 км                | ?                     | ?             | з 2014       |

### Elantra Langdong (2012—2015)

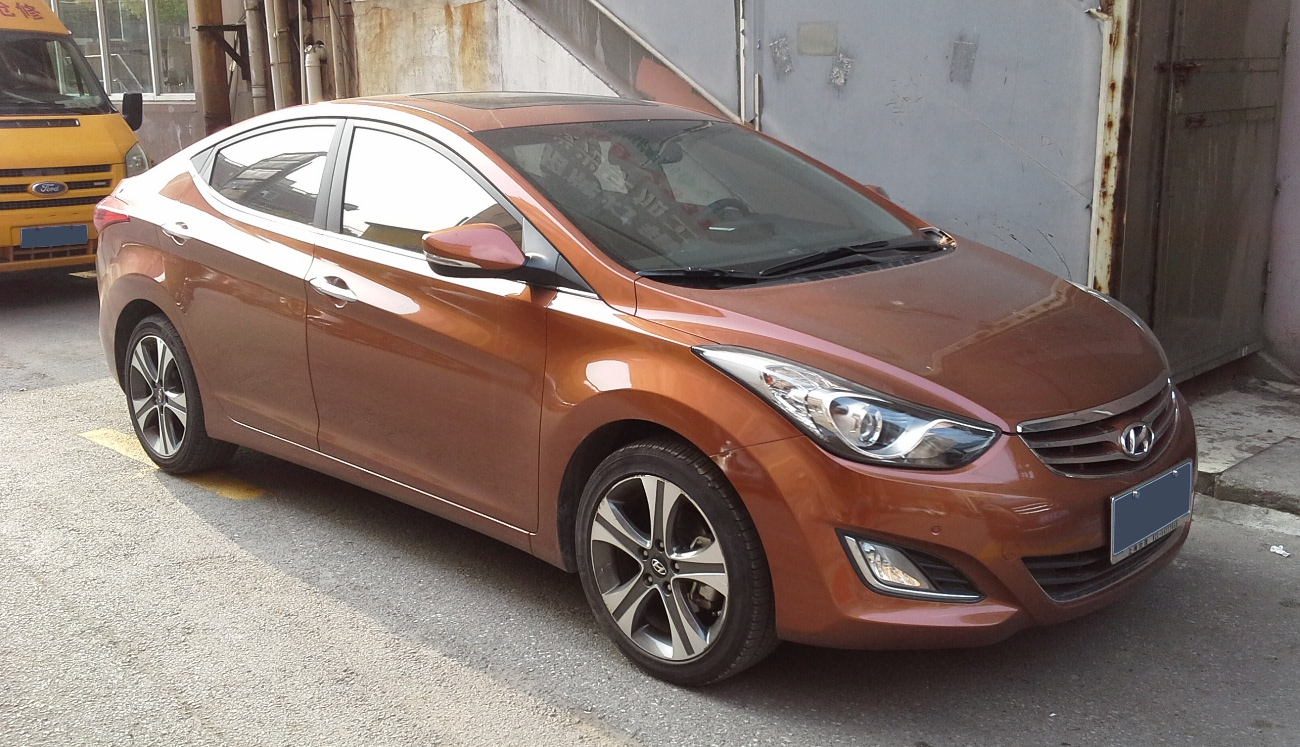
Hyundai Elantra Langdong

На автосалоні в Пекіні в 2012 році представлена подовжена на 4 см версія Elantra для китайського ринку під назвою Hyundai Elantra Langdong.

### Elantra Coupe (JK) (2012—2014)

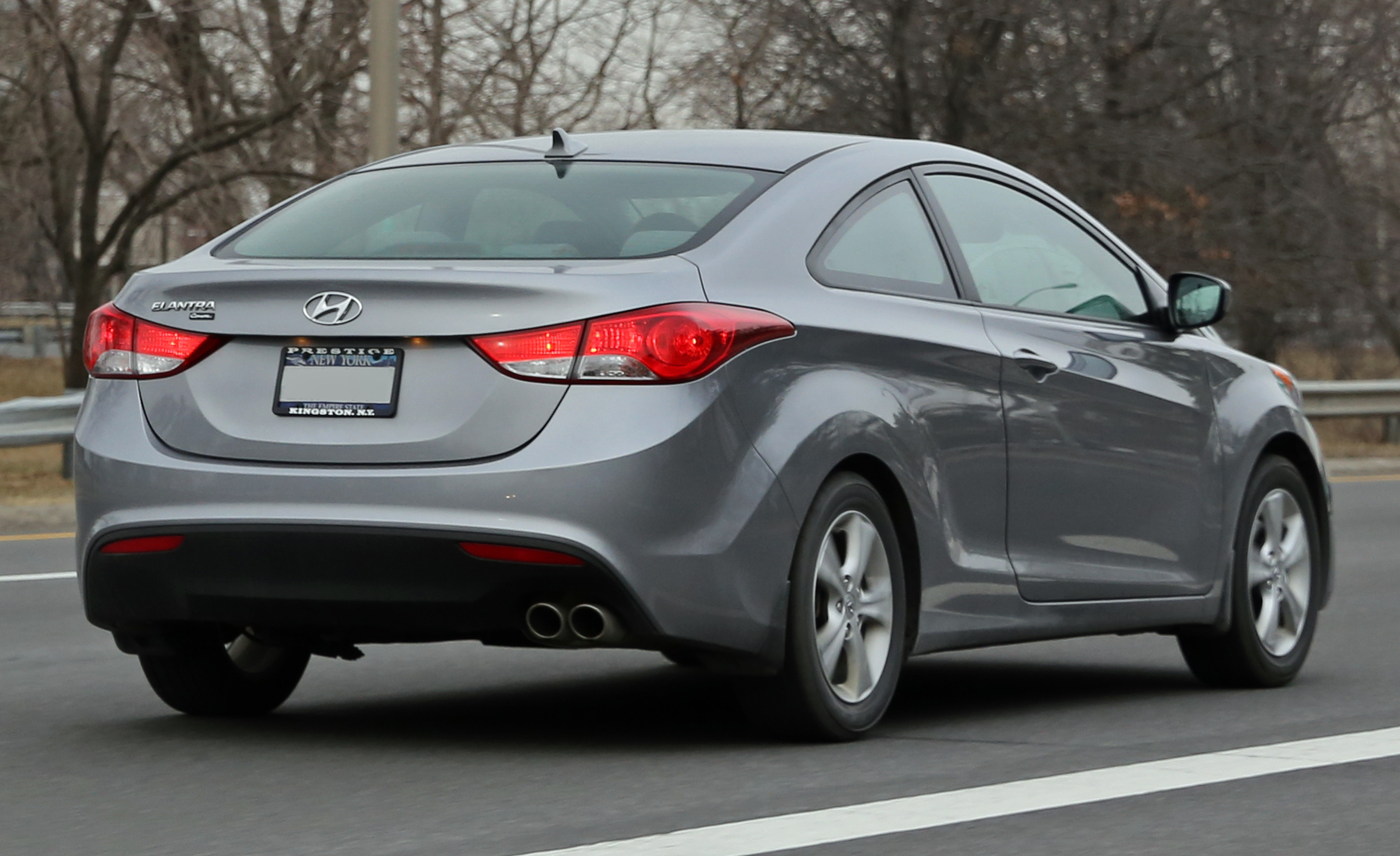
Hyundai Elantra Coupe

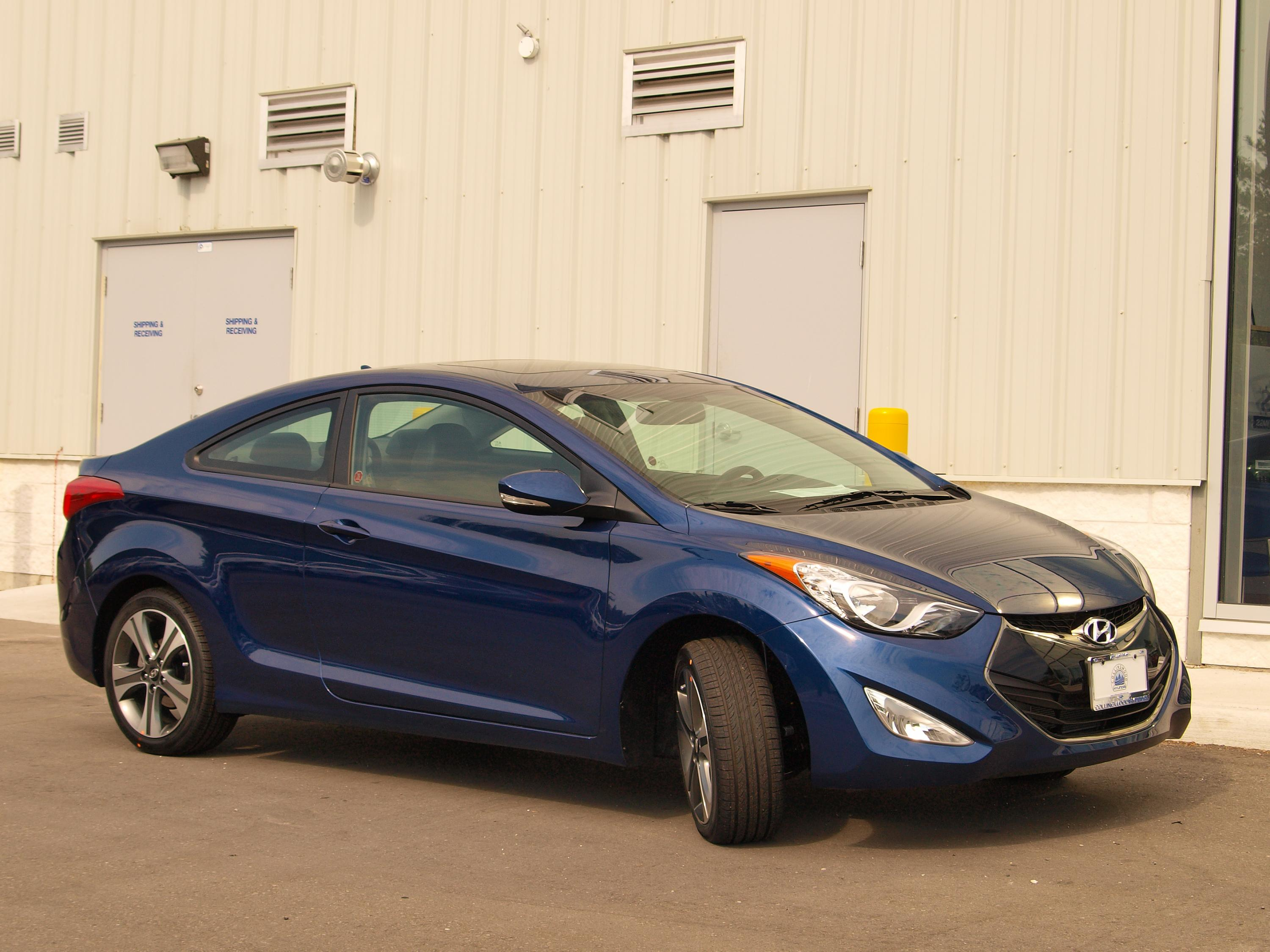
Hyundai Elantra Coupe

У 2012 році представлено купе на базі седана під назвою Hyundai Elantra Coupe, яке продається виключно в США.
Транспортний засіб було представлено в Пусані міжнародному автосалоні 2012 року. Автомобіль комплектується двигуном 2,0 Nu GDi і 6-ступінчастою коробкою передач.

### Elantra GT

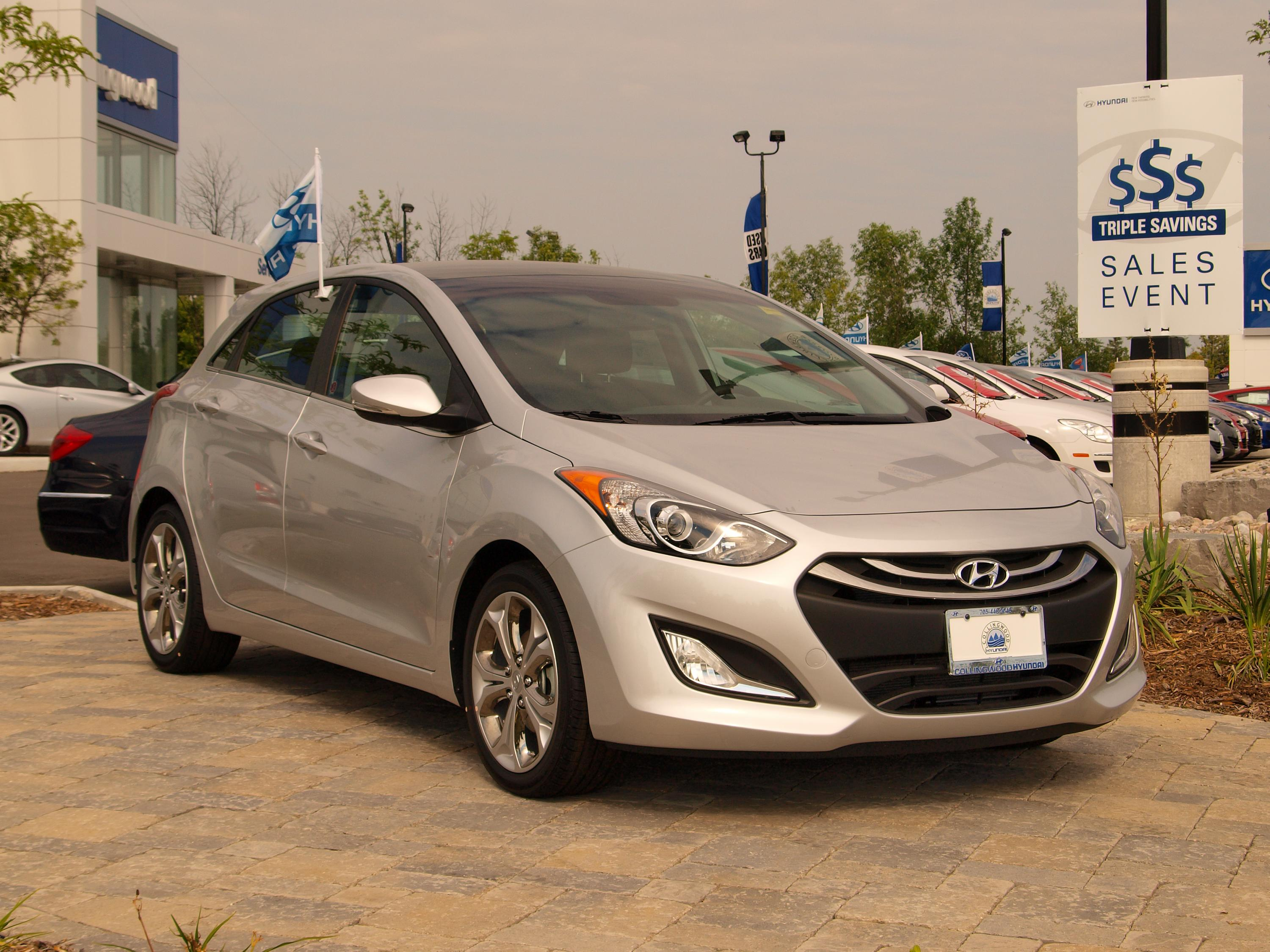
Hyundai Elantra GT

Hyundai пропонує в США і Канаді хетчбек Hyundai i30 під назвою Elantra GT.

## Hyundai Elantra (AD) (2015—2020)

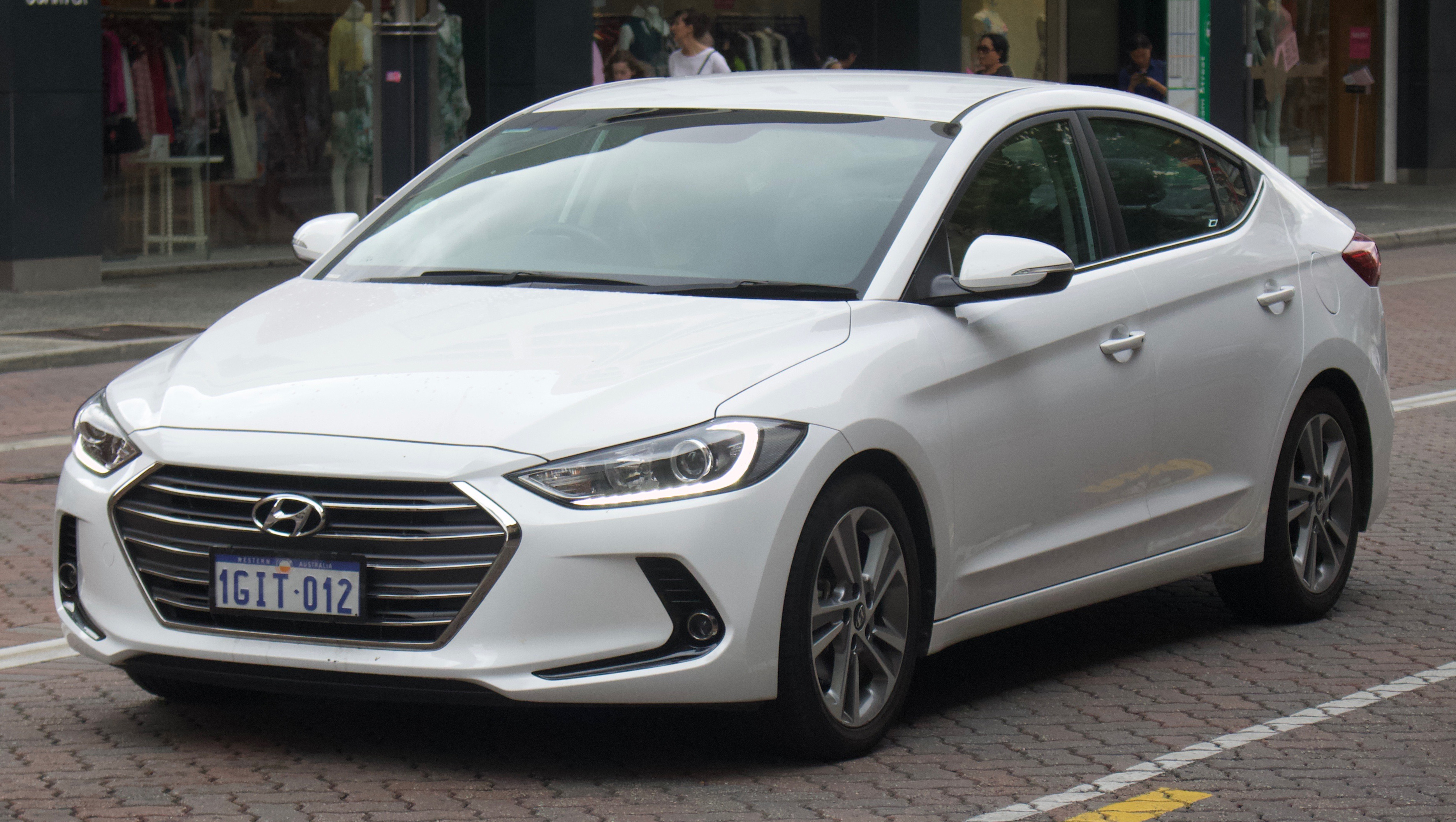
Hyundai Elantra 6 (2015—2018)

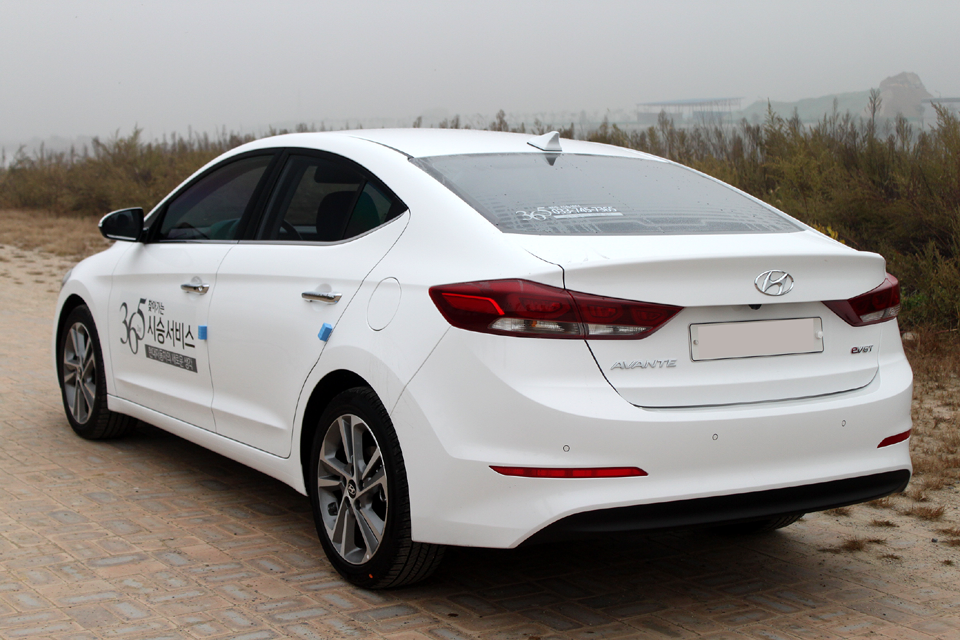
Hyundai Elantra 6 (2015—2018)

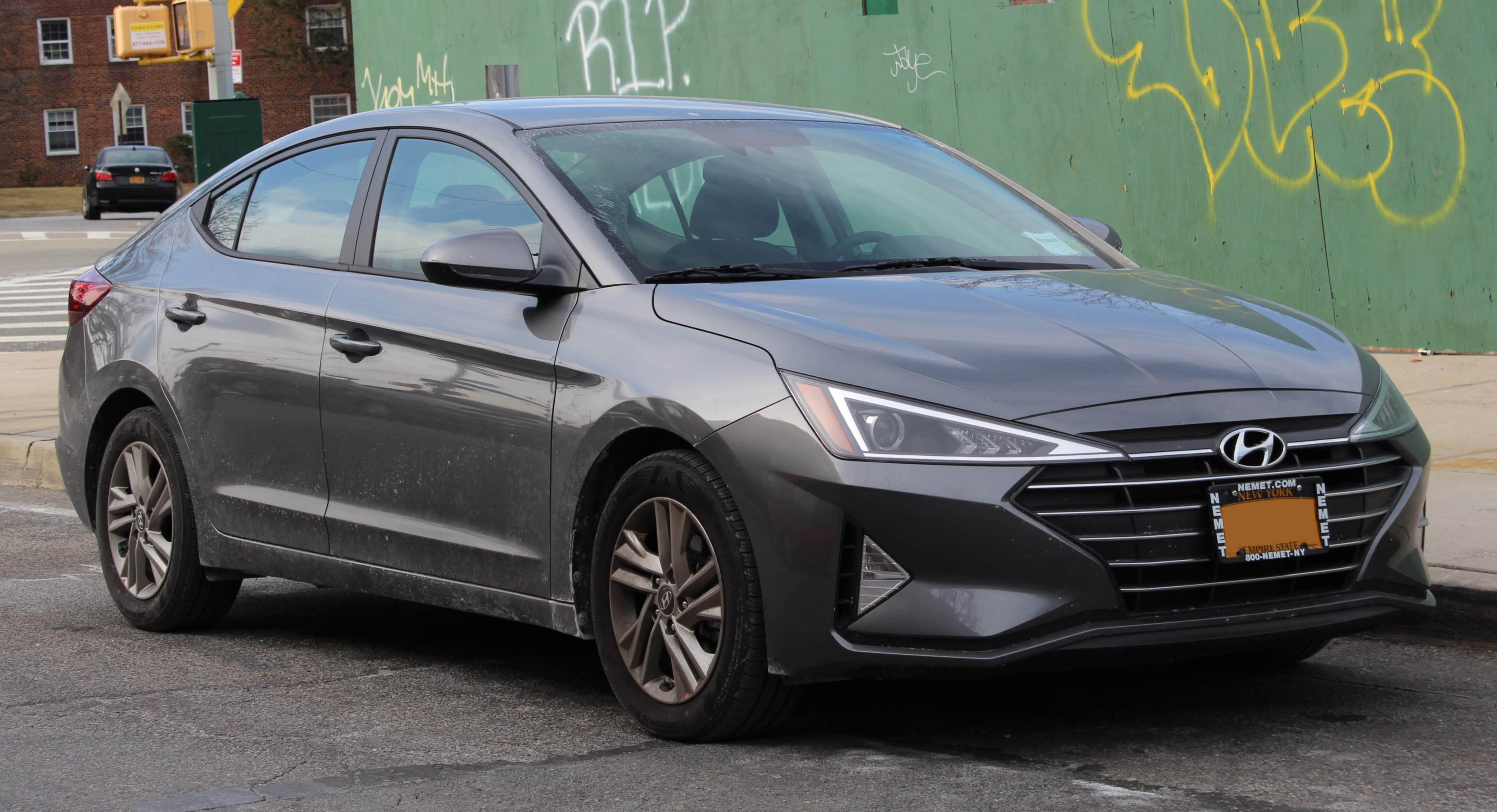
Hyundai Elantra 6 (з 2018)

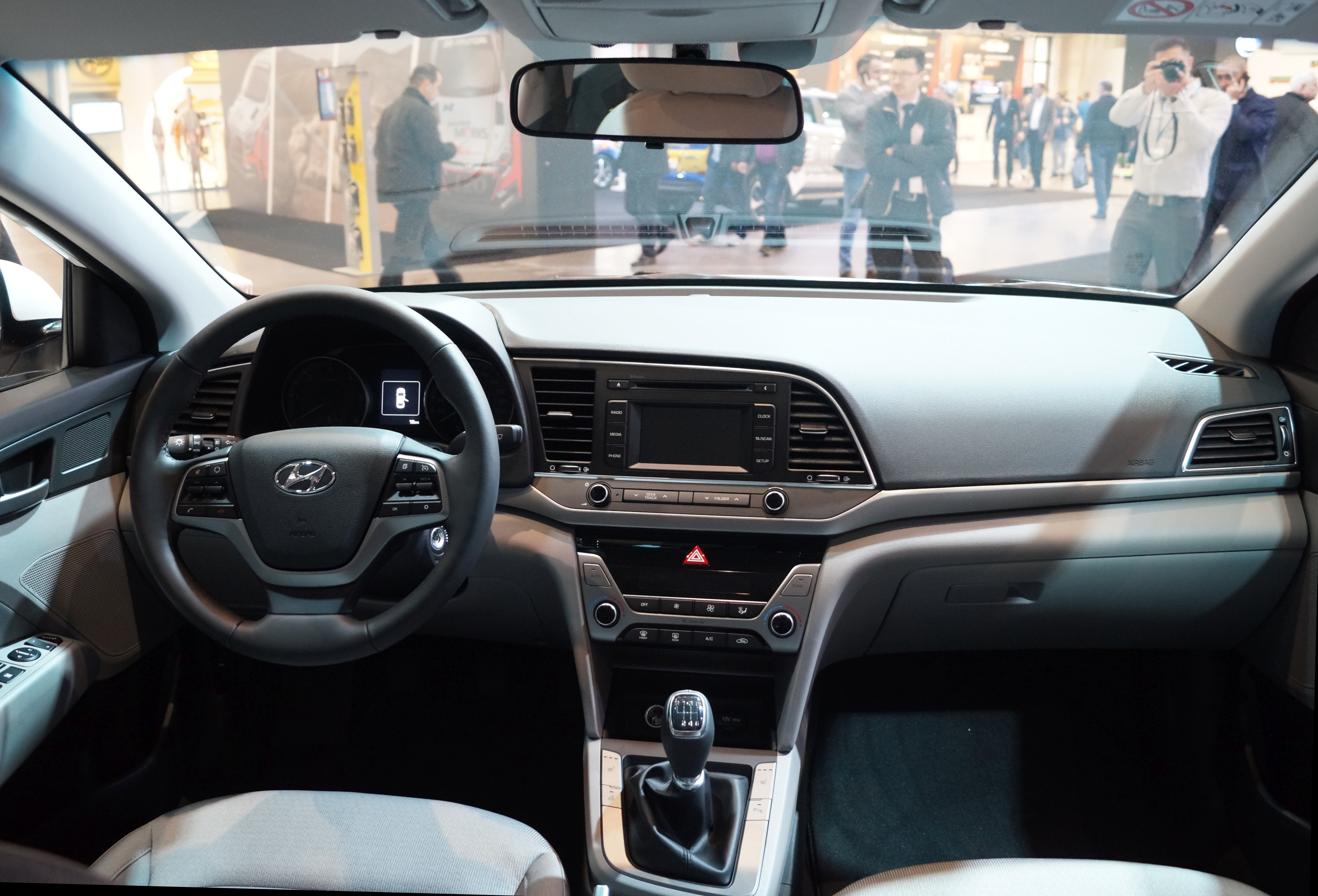
Hyundai Elantra 6

В вересні 2015 року в Південній Кореї дебютувало шосте покоління Hyundai Elantra під назвою Avante. В листопаді 2015 року на автосалоні Лос-Анджелесі дебютувала Elantra для американського ринку.
Hyundai Elantra — це компактний седан, вдосконалений в 2016 році і доповнений високотехнологічними функціями. Новий 5-дверний хетчбек Elantra GT був також модернізований і змінив свій дизайн. Седани Hyundai, Elantra SE і Limited в 2016 році комплектуються однаковим 1,8-літровим 4-циліндровим двигуном, потужністю 145 кінських сил. Модифікації Elantra Sport і Elantra GT комплектуються з 2,0-літровим, 4-циліндровим двигуном, потужністю 173 к.с. Варто зазначити що 2,0-літровий двигун вважається найкращим, оскільки він демонструє значно кращу потужність і при цьому характеризується хорошими показниками економії палива. Моделі SE, Sport і GT комплектуються 6-ступінчастою механічною коробкою передач, а модифікація Limited — 6-ступінчастою автоматичною коробкою передач. Автоматична коробка передач поставляється з режимом «ЕСО», що забезпечує економію палива. В наші дні компактний Hyundai Elantra 2016 року цілком може конкурувати з Honda Civic і Toyota Corolla.
В 2018 році модель оновили, змінивши зовнішній вигляд.

### Двигуни
- 1.4 л Kappa I4 (turbo) 130 к.с.
- 1.6 л Gamma I4 127 к.с.
- 1.6 л Gamma G4FJ I4 (turbo) 203 к.с.
- 2.0 л Nu I4 149—156 к.с.
- 1.6 л U2 I4 (turbo diesel) 136 к.с.

## Hyundai Elantra (CN7) (2020-наш час)

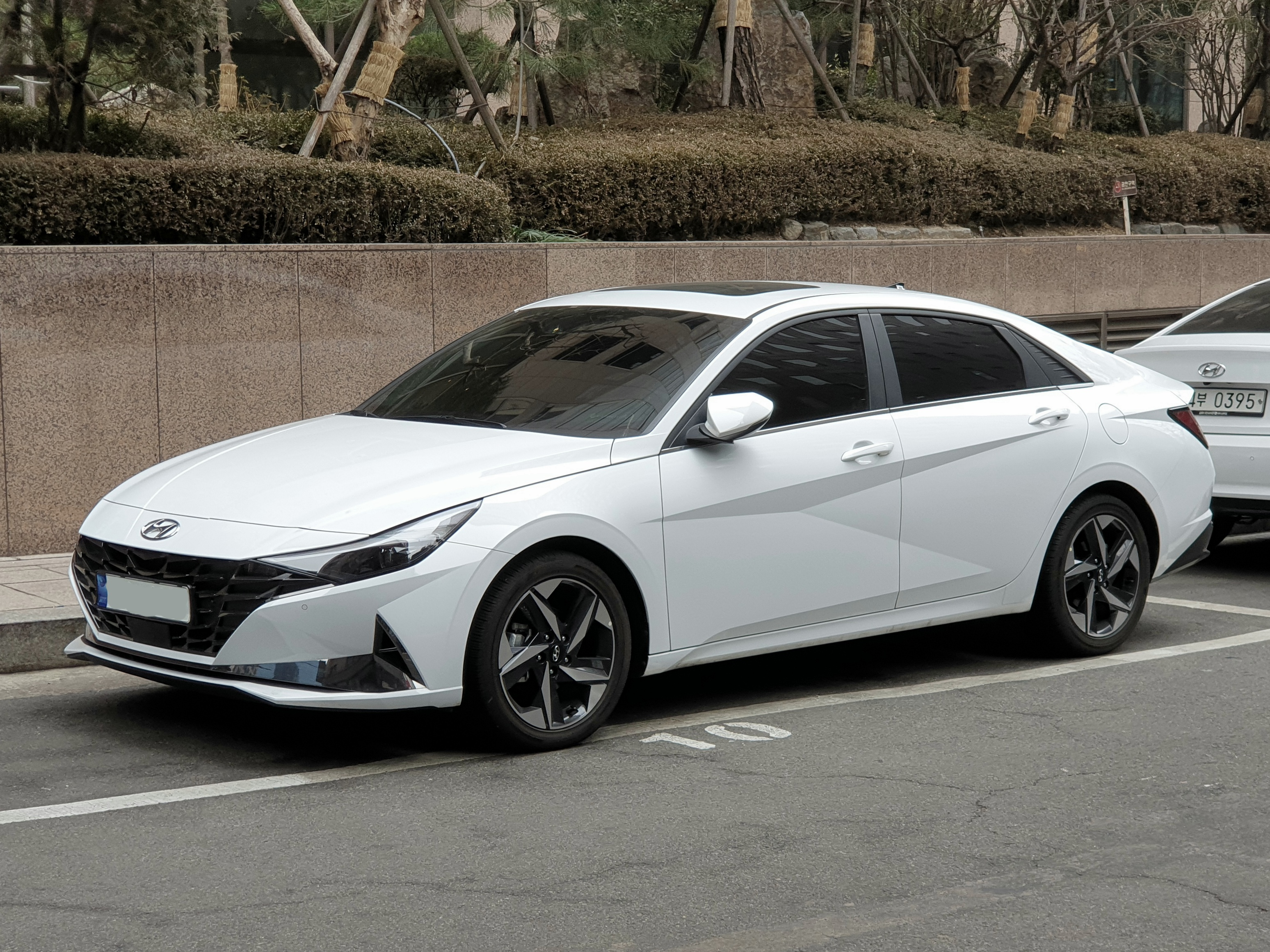
Hyundai Elantra CN7

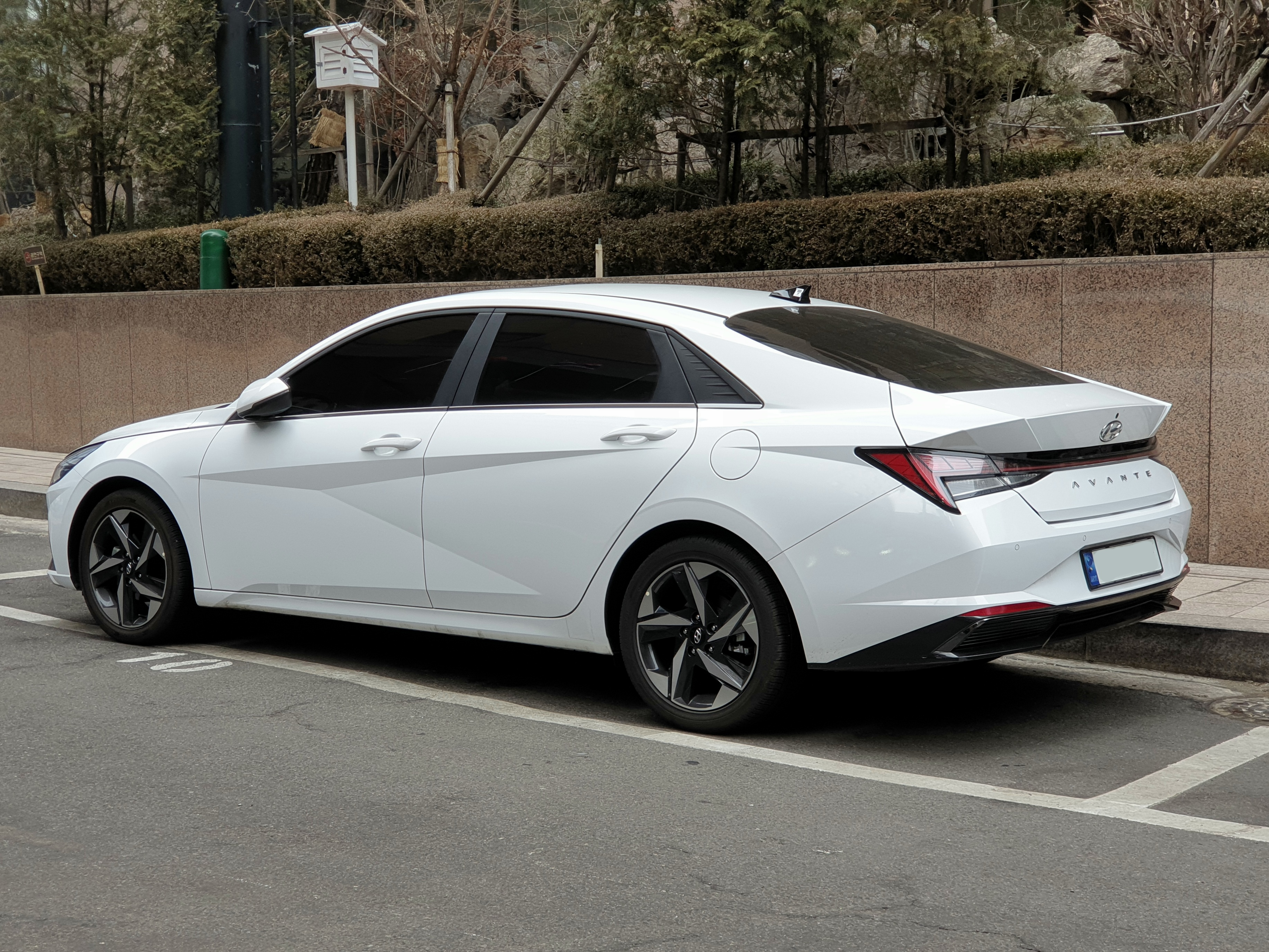

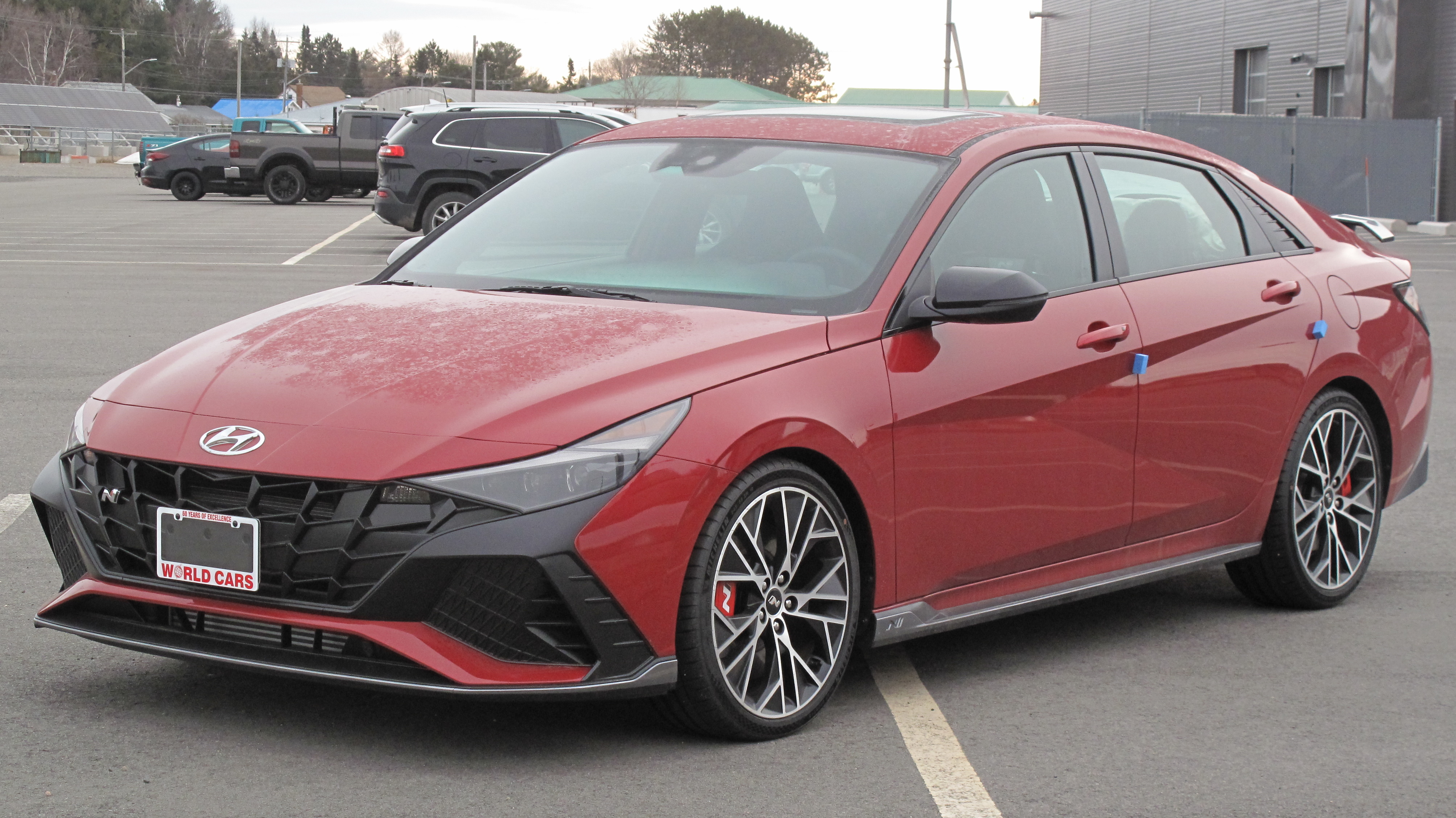
Hyundai Elantra N

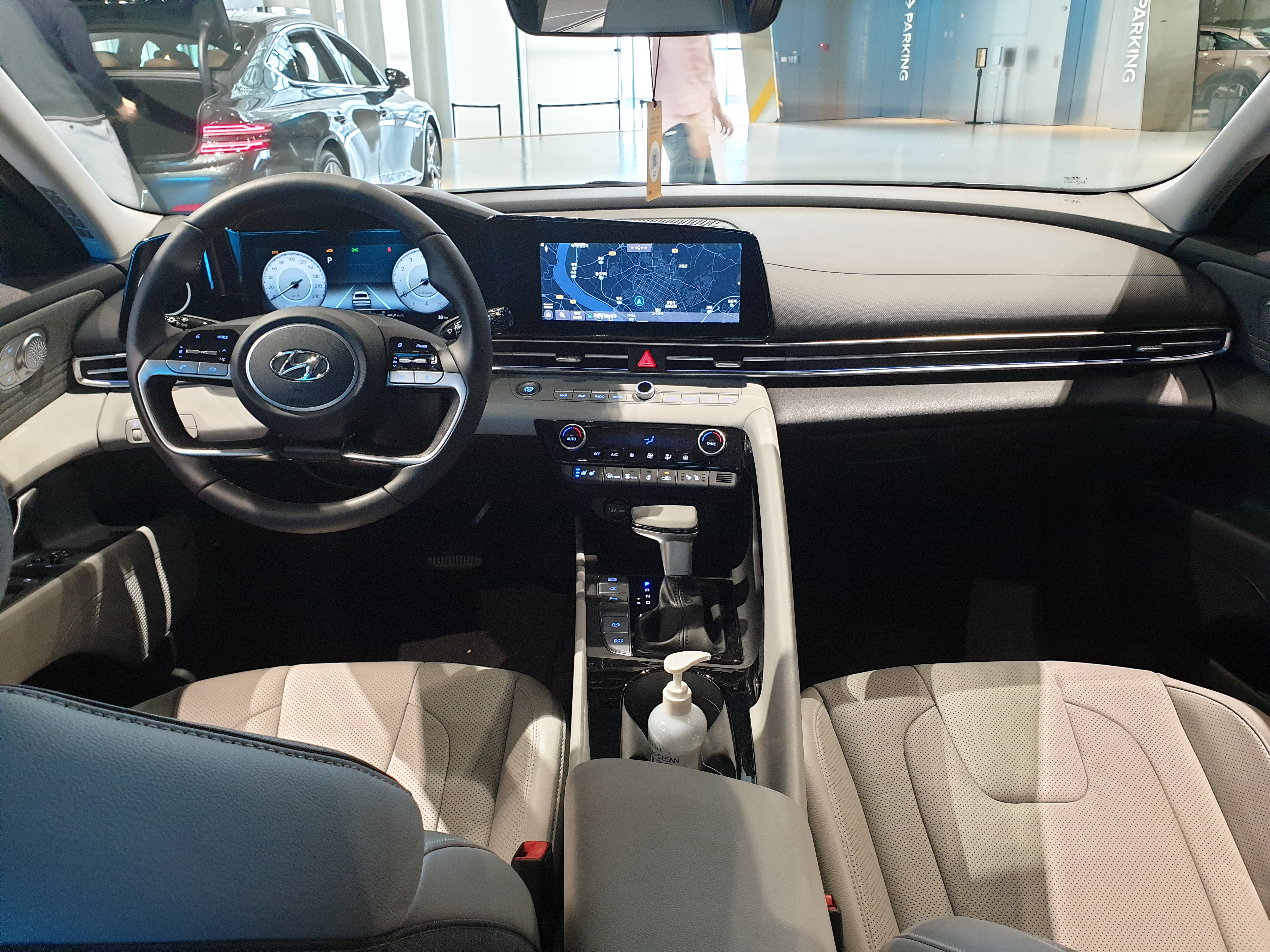

Сьоме покоління седана Hyundai Elantra (Avante в Південній Кореї) дебютувало в Голлівуді 18 березня 2020 року. Автомобіль збудовано на новій платформі Hyundai-Kia K3. Вперше в історії Елантри вона стала гібридом.
В базовій версії Hyundai Elantra має під капотом 147-сильний двигун 2.0 та безступіневу коробку передач. Таке оснащення забезпечує розгін до 100 км/год за 8,2 с та витрату 6,5 л/100 км в змішаному циклі.
Високопродуктивні версії седану поставляються з 201-сильним або 275-сильним мотором з турбонаддувом. Двигун найпотужнішої комплектації Elantra N працює в парі з шестишвидкісною «механікою» або восьмишвидкісним «автоматом» з подвійним зчепленням.
Гібридна версія Hyundai Elantra 2023 витрачає в середньому 4,3 л/100 км.
У 2024 році Hyundai освіжив зовнішній вигляд Elantra та додав нові бокові подушки безпеки для задніх пасажирів.
В Україні продається чотири комплектації моделі: Active, Comfort, Style та Premium.

### Безпека
Про безпеку людей в моделях 2020 року дбають: попередження про можливе зіткнення з допомогою при гальмуванні, система допомоги руху по смузі, моніторинг стану водія і камера заднього виду. Доступними елементами безпеки стали попередження про виїзд за межі смуги руху, попередження про перехресний рух позаду, попередження про появу сліпих зон, адаптивний круїз-контроль, автоматичне дальнє світло і функція виявлення пішоходів.

### Двигуни
- 1.6 л Smartstream G1.6 I4 123 к.с. 154 Нм
- 1.6 л Gamma LPi I4 120 к.с. 152 Нм
- 1.6 л Hybrid GDI I4 141 к.с. 264 Нм
- 1.6 л T-GDI I4 204 к.с. 265 Нм (N Line)
- 2.0 л Nu I4 149 к.с. 179 Нм

## Продажі в США по роках
| 1991    | 1992    | 1993    | 1994    | 1995   | 1996   | 1997   | 1998   | 1999    | 2000    | 2001    |
| ------- | ------- | ------- | ------- | ------ | ------ | ------ | ------ | ------- | ------- | ------- |
| 3,922   | 31,987  | 35,381  | 45,056  | 37,653 | 39,801 | 41,303 | 37,943 | 82,850  | 104,099 | 111,293 |
| 2002    | 2003    | 2004    | 2005    | 2006   | 2007   | 2008   | 2009   | 2010    | 2011    | 2012    |
| 120,638 | 120,858 | 112,892 | 116,336 | 98,853 | 85,724 | 94,720 | 91,382 | 116,721 | 172,669 | 202,034 |

## Зноски
1. ↑  Очередное поколение седана Hyundai Elantra подкралось незаметно. Архів оригіналу за 1 травня 2010. Процитовано 30 квітня 2010.
2. ↑  Презентация Hyundai Elantra 2011 [Архівовано 21 листопада 2010 у Wayback Machine.] (рос.) 26.03.2011
3. ↑  Hyundai Elantra Coupe [Архівовано 22 серпня 2012 у Wayback Machine.] 11.09.2012 (рос.)
4. ↑  Як ми тестували Hyundai Elantra 2023 року. на Automoto.ua. AutoMoto.ua (укр.). Процитовано 4 листопада 2022.
5. ↑  Як ми тестували Hyundai Elantra 2024 року. AUTOMOTO.UA. AUTOMOTO.UA (укр.). Процитовано 22 березня 2024.
6. ↑  Тест-драйв Hyundai Elantra в новій обгортці. Motorcar (укр.). 13 квітня 2021. Архів оригіналу за 13 квітня 2021. Процитовано 13 квітня 2021.